# 14区 (パリ)

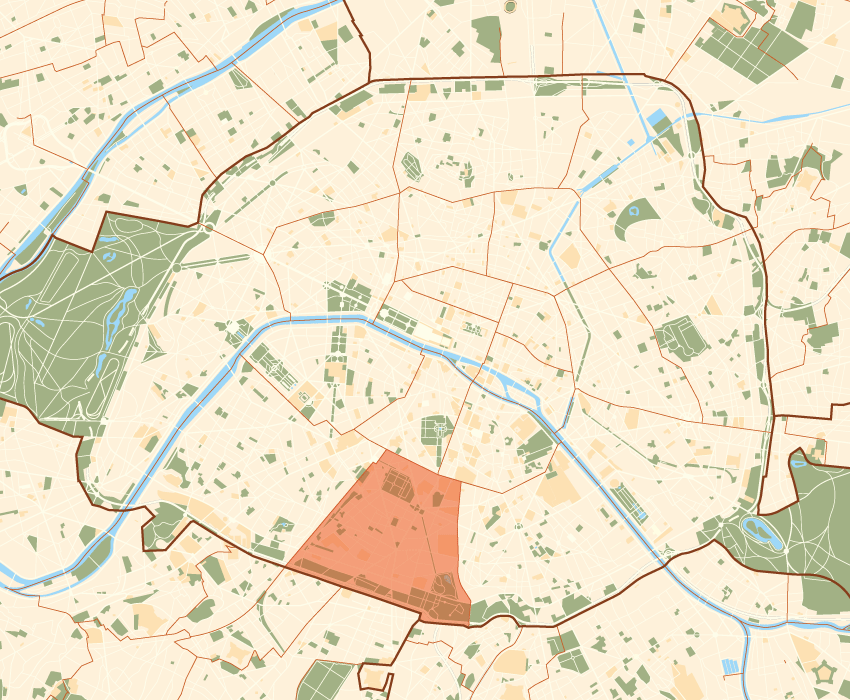
パリ・14区の位置

パリの14区  (14く、仏: 14e arrondissement de Paris) は、フランスの首都・パリ市を構成する20の行政区のひとつである 。第14区、パリ14区ともいう。市の南部にあり、セーヌ川の南側に位置している。

## 概要
パリの14区は、13区とともに、市の南部にある行政区。「オプセルヴァトワール区 (Arrondissement de l'Observatoire)」と呼ばれることもある 。セーヌ川の南の地域にある。南には、ペリフェリック （パリ環状道路）に沿う形で市の境界線が敷かれており、南東はヴァル＝ド＝マルヌ県に、南東以外はオー＝ド＝セーヌ県に接している。人口は、132,844人 (1999年。人口の推移等詳細については後述）。
区の名称は、市の中央部から時計回りに螺旋を描くようにして各区に付けられた番号を基にしており、当区はその14番目にあたることから、「14区」と名づけられた。14区の北部を中心に、6区、7区、15区の一部にかけての地域はモンパルナスと呼ばれ 、モンマルトルとともに"芸術の街"として世界的に名が知られており、高村光太郎、藤田嗣治ら、日本人の芸術家たちも多く集まった 。また、区内には、パリ天文台、モンスーリ公園、モンパルナス墓地などがある。

## 地理

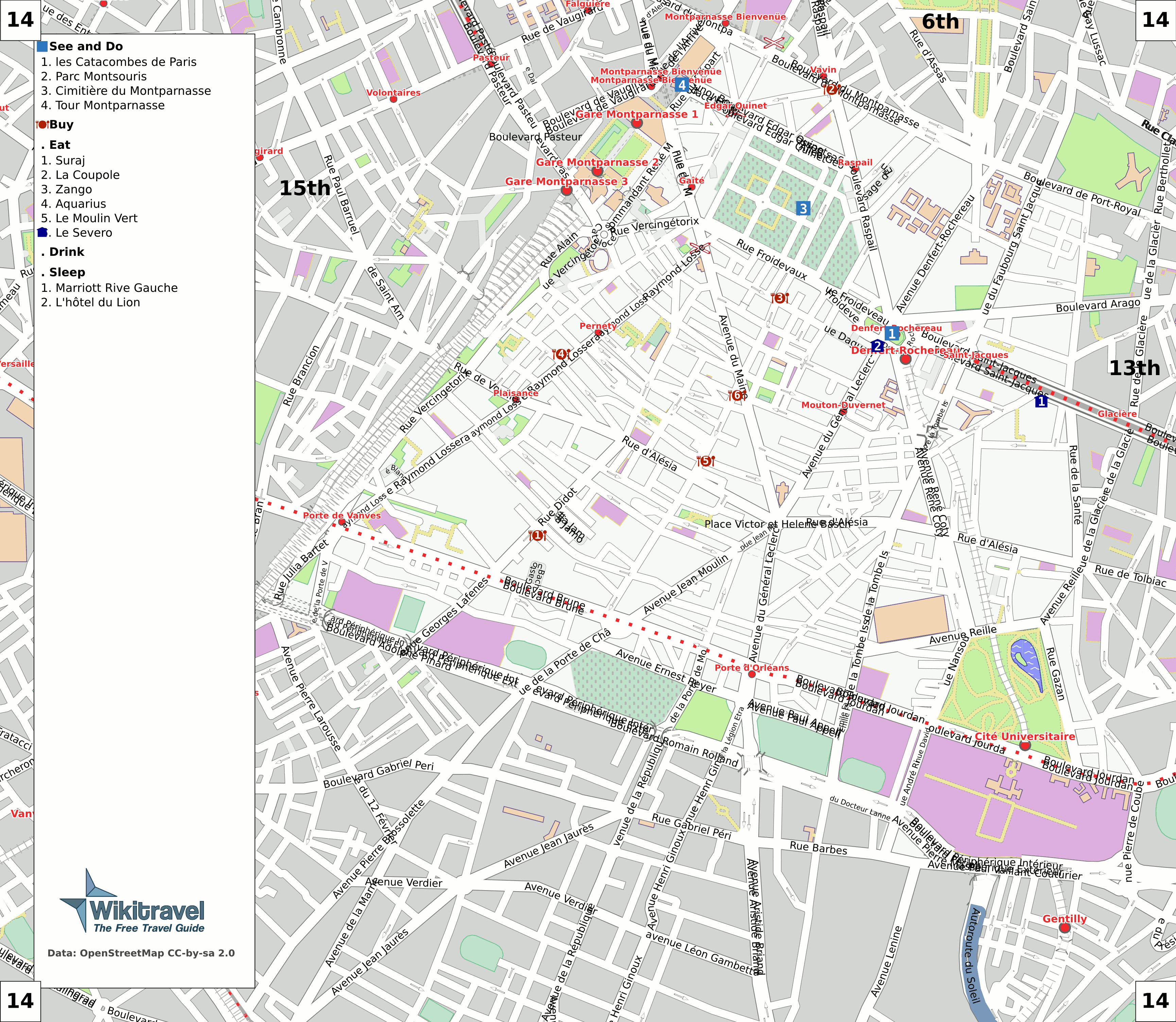
パリ・14区の観光概略図

パリの高層ビル群。左からトゥール・モンパルナス、エッフェル塔、ラ・デファンス

14区は、13区とともに、パリ南部に位置している。セーヌ川の南の地域にある 。面積は、5.62 平方キロメートル。
北は、同じパリの行政区である6区に接しているが、北東の一部は5区に接している。南は、ペリフェリック （パリ環状道路）に沿う形でパリ市の境界線が敷かれ、ヴァル＝ド＝マルヌ県とオー＝ド＝セーヌ県の各自治体、南東はジャンティイ、南はモンルージュ、南西はマラコフに接している。東は13区に接し、西は15区に接している。

### 隣接する自治体（行政区）
- パリの行政区のうち、以下の区。
  - 5区、6区、13区、15区。
- オー＝ド＝セーヌ県のうち、以下の自治体。
  - マラコフ、モンルージュ。
- ヴァル＝ド＝マルヌ県のうち、以下の自治体。
  - ジャンティイ。

### 地区（カルチェ）

パリ・14区のカルチェ詳細図

パリの行政区は、それぞれ4つの地区（カルチェ）に区分されている。14区を構成する4地区のコードと名称は、次のとおりである。
- 53 - モンパルナス地区 (Quartier du Montparnasse)
- 54 - モンスーリ公園地区 (Quartier du Parc Montsouris)
- 55 - プティ＝モンルージュ地区 (Quartier du Petit-Montrouge)
- 56 - プレザンス地区 (Quartier de Plaisance)

## 住民

### 人口
14区の人口は、1954年に181,414人となり、ピークに達した。しかし、その後は減少を続け、1999年にはピーク時の7割程度の132,844人となった。2005年の推計では134,700人と見積もられており、人口の回復が見込まれている。
また、人口の減少とともに人口密度も減り続けており、1999年の人口密度は、ピーク時の7割程度の23,634人となっている。人口の推移の詳細は、次のとおりである。
| 年     | 区人口  | 市人口    | 区人口／市人口 | 区人口密度 | 市人口密度 | 備考                   |
| ------ | ------- | --------- | -------------- | ---------- | ---------- | ---------------------- |
| 1872年 | 69,611  | 1,851,792 | 3.76%          | 12,384     | 21,303     |                        |
| 1954年 | 181,414 | 2,850,189 | 6.36%          | 32,274     | 32,788     | 人口がピークに達する。 |
| 1962年 | 178,149 | 2,790,091 | 6.39%          | 31,693     | 32,097     |                        |
| 1968年 | 167,093 | 2,590,771 | 6.45%          | 29,727     | 29,804     |                        |
| 1975年 | 149,137 | 2,299,830 | 6.48%          | 26,532     | 26,457     |                        |
| 1982年 | 138,596 | 2,176,243 | 6.37%          | 24,657     | 25,035     |                        |
| 1990年 | 136,574 | 2,152,423 | 6.35%          | 24,297     | 24,761     |                        |
| 1999年 | 132,844 | 2,125,246 | 6.25%          | 23,634     | 24,449     |                        |
| 2005年 | 134,700 | 2,166,200 | 6.22%          | 23,964     | 24,920     | 人口は推計。           |

- 注意
  - 人口密度は、1平方キロメートルあたりの人口。区人口密度は、14区の面積を5.621平方キロメートルとして算出した。また、市人口密度は、森林部（ヴァンセンヌの森、ブローニュの森）を除くパリ市全体の面積（86.927平方キロメートル）をもとに算出した。
  - 1962年から1999年までの区人口及び市人口は、フランス国立統計経済研究所の データ （Île-de-France ） を参考とした。

## 政治・行政・司法

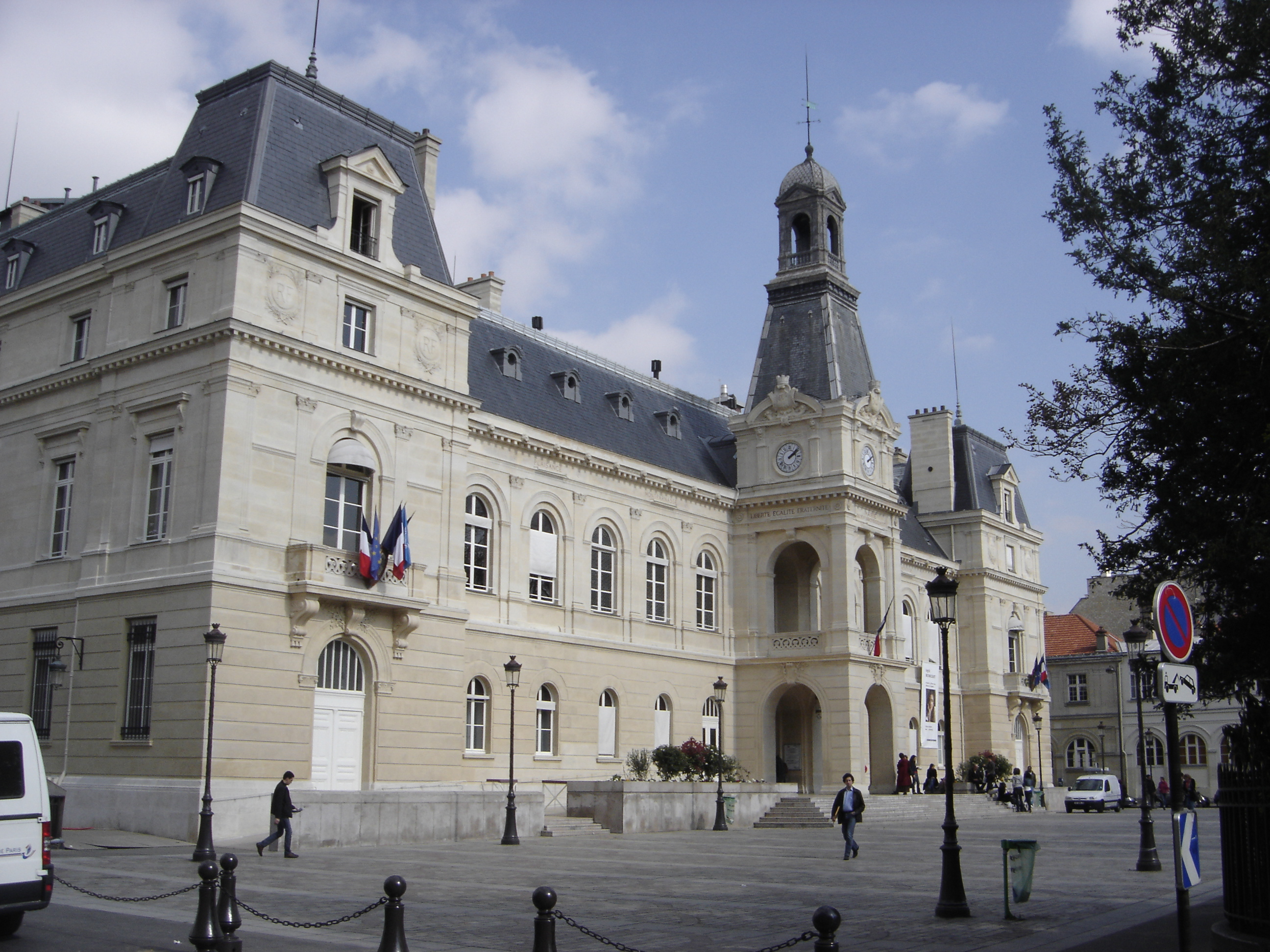
14区役所
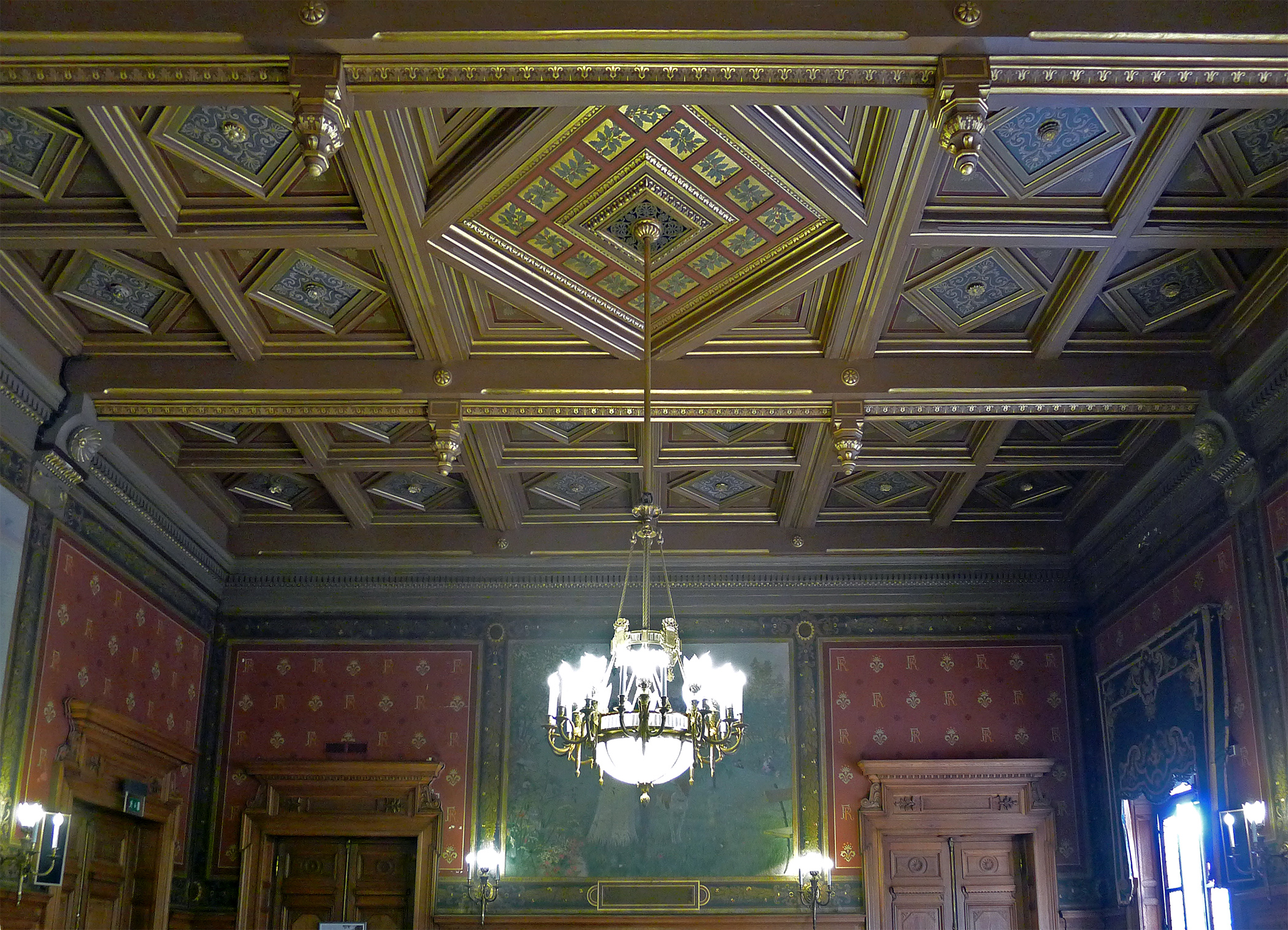
同区役所内ホールの天井

### 主な官公庁・公共機関
- 第14区役所 （Mairie du 14e arrondissement） - 区のほぼ中央部メーヌ大通り沿いフェルディナン＝ブリュノ広場 (Square Ferdinand-Brunot) の北側に接して位置し、モンパルナス墓地の南側、ダンフェール＝ロシュロー広場（カタコンブ・ド・パリ）の南西界隈至近にある。

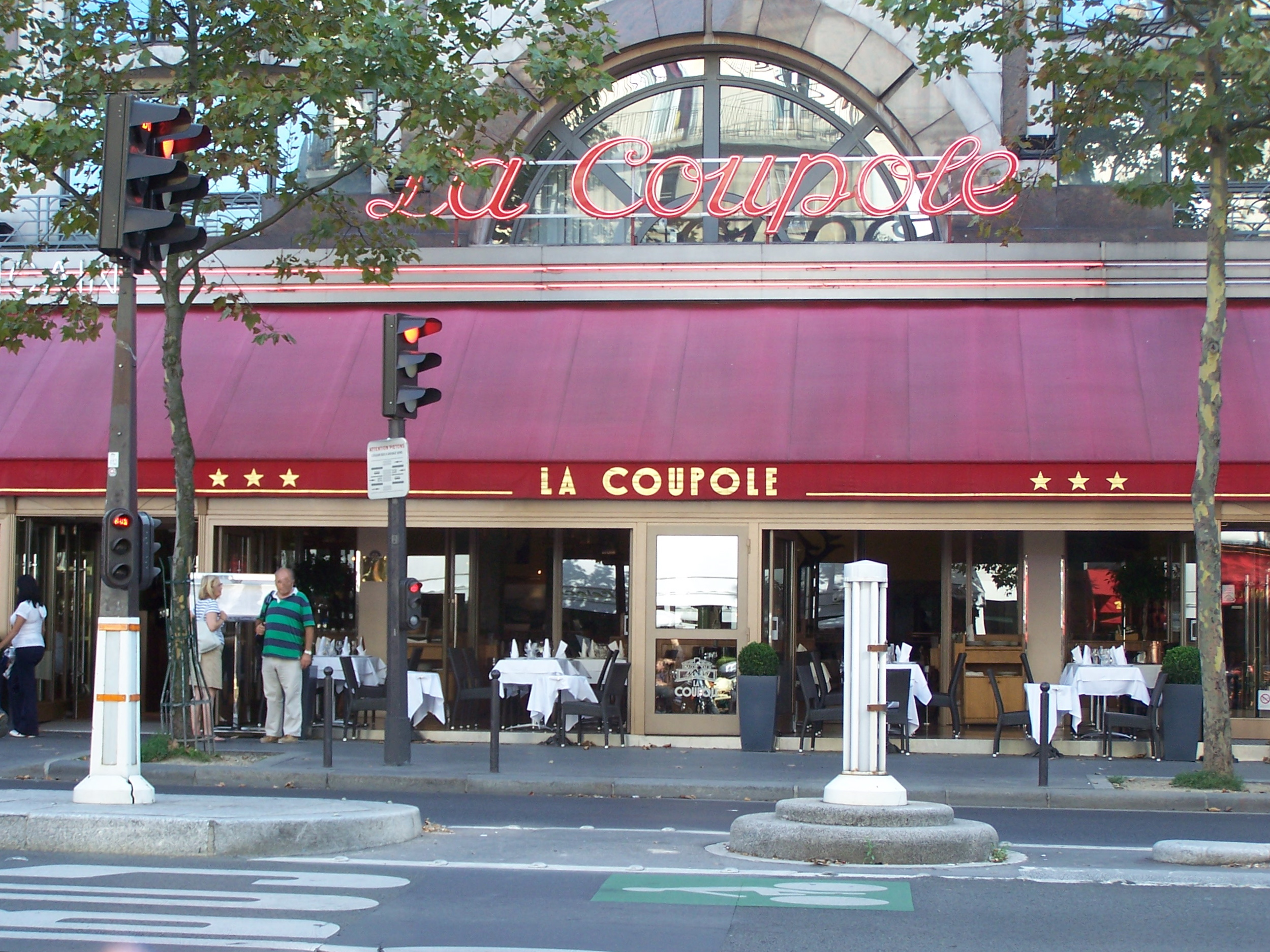
ラ・クーポール

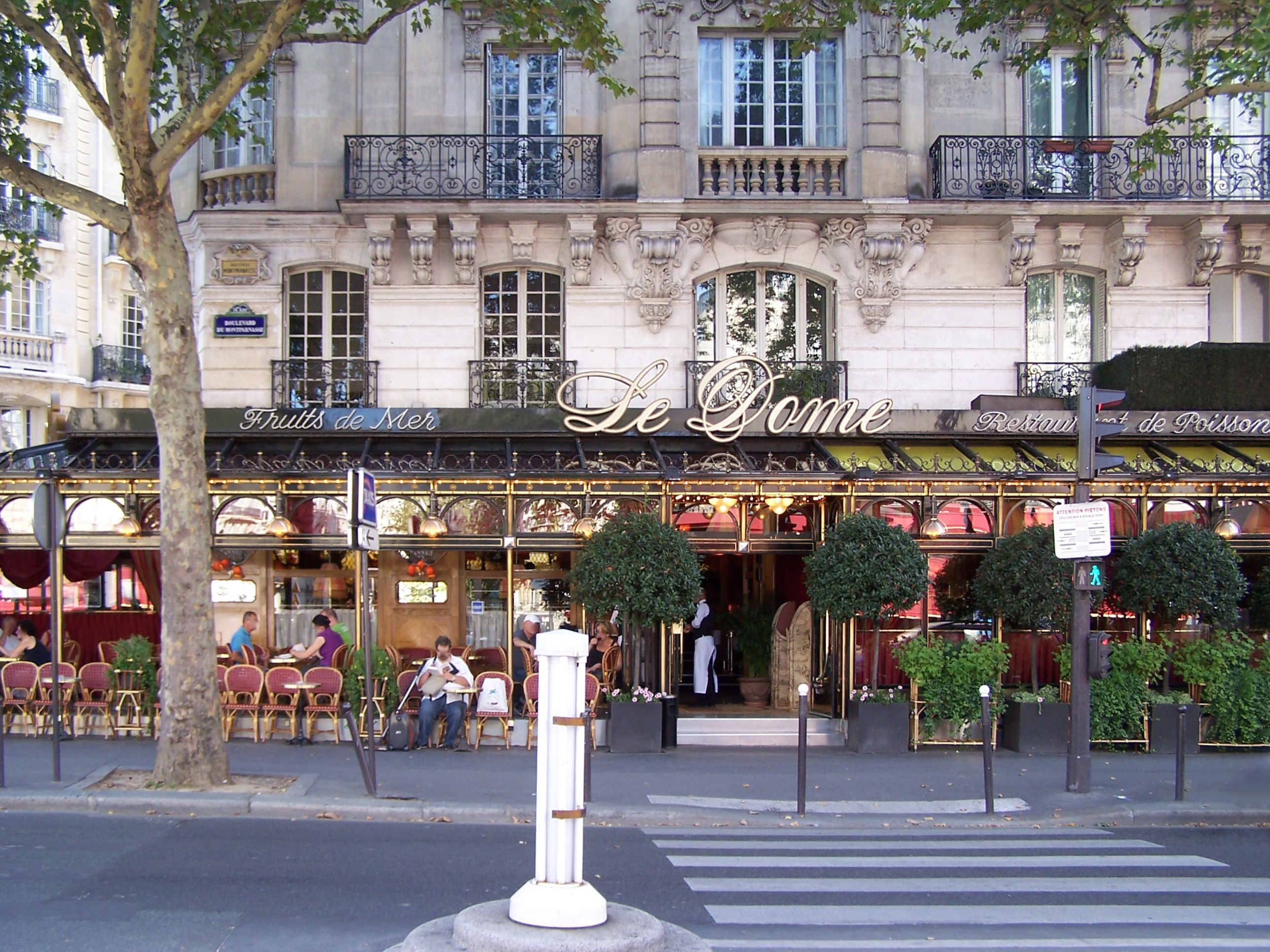
ル・ドーム

## 経済

### 主な店舗・商業施設
カフェないしブラッスリー
- ラ・クーポール（la Coupole）
  - 1927年創業のカフェ。エレンブルグ、ブルトン、ヘミングウェイらは常連客だった[6]。
- ル・ドーム（Le Dôme）
  - 1898年創業のカフェ。ピカソ、藤田嗣治、モディリアーニ、岡本太郎、キャパらが利用していた[7][8]。

ファッション
- ソニア・リキエル（Sonia Lykiel）
  - 14区南側メーヌ大通りと交差するアレジア通り (Rue d'Alésia) 110-112番地、同64番地等に店舗がある。他の路面店ないし旗艦店は、サン＝ジェルマン＝デ＝プレ界隈6区グルネル通り (Rue de Grenelle) 4番地と同サンジェルマン大通り (Boulevard Saint-Germain) 175番地、8区フォーブール＝サントノレ通り (Rue du Faubourg Saint-Honoré) 70番地等にある。

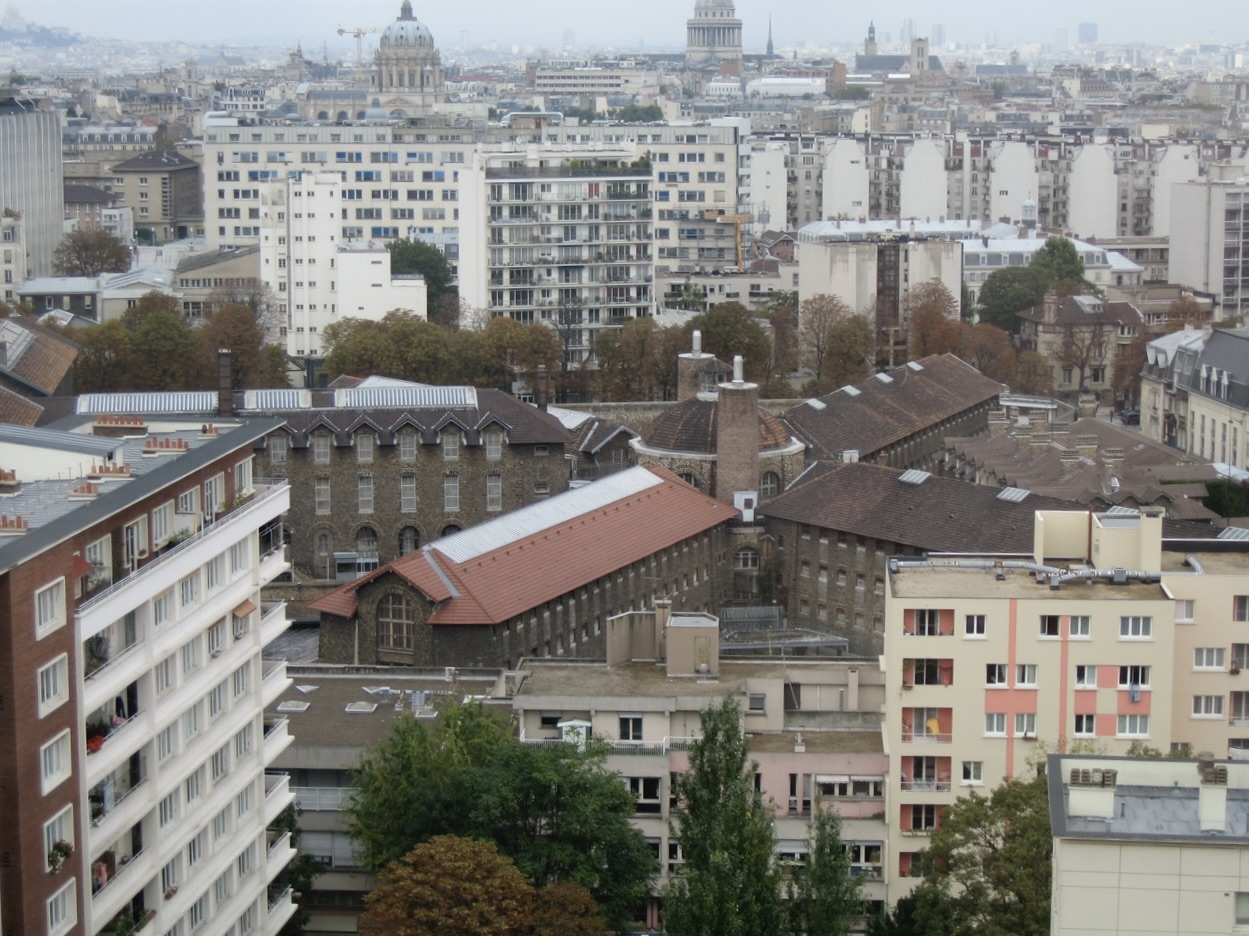
パノプティコン様式のPrison de la Santé

## 安全

### 警察等
- サンテ刑務所（ラ・サンテ監獄, La Santé Prison）
  - アポリネールや大杉栄が収監されていたことがある[9]。
  - モーリス・ルブランの小説『813』の中で、怪盗アルセーヌ・ルパンが2度収監されている。
  - 有名な脱獄事件ないし脱獄囚は以下。1978年5月8日、"フランスの反逆者", "民衆の敵 No.1"ジャック・メスリーヌと"脱獄王"フランソワ・ベス (fr) の2人が一緒に脱獄し、1986年5月26日、ミシェル・ヴォジュール (fr) が、妻の操縦するヘリコプターで脱獄した。

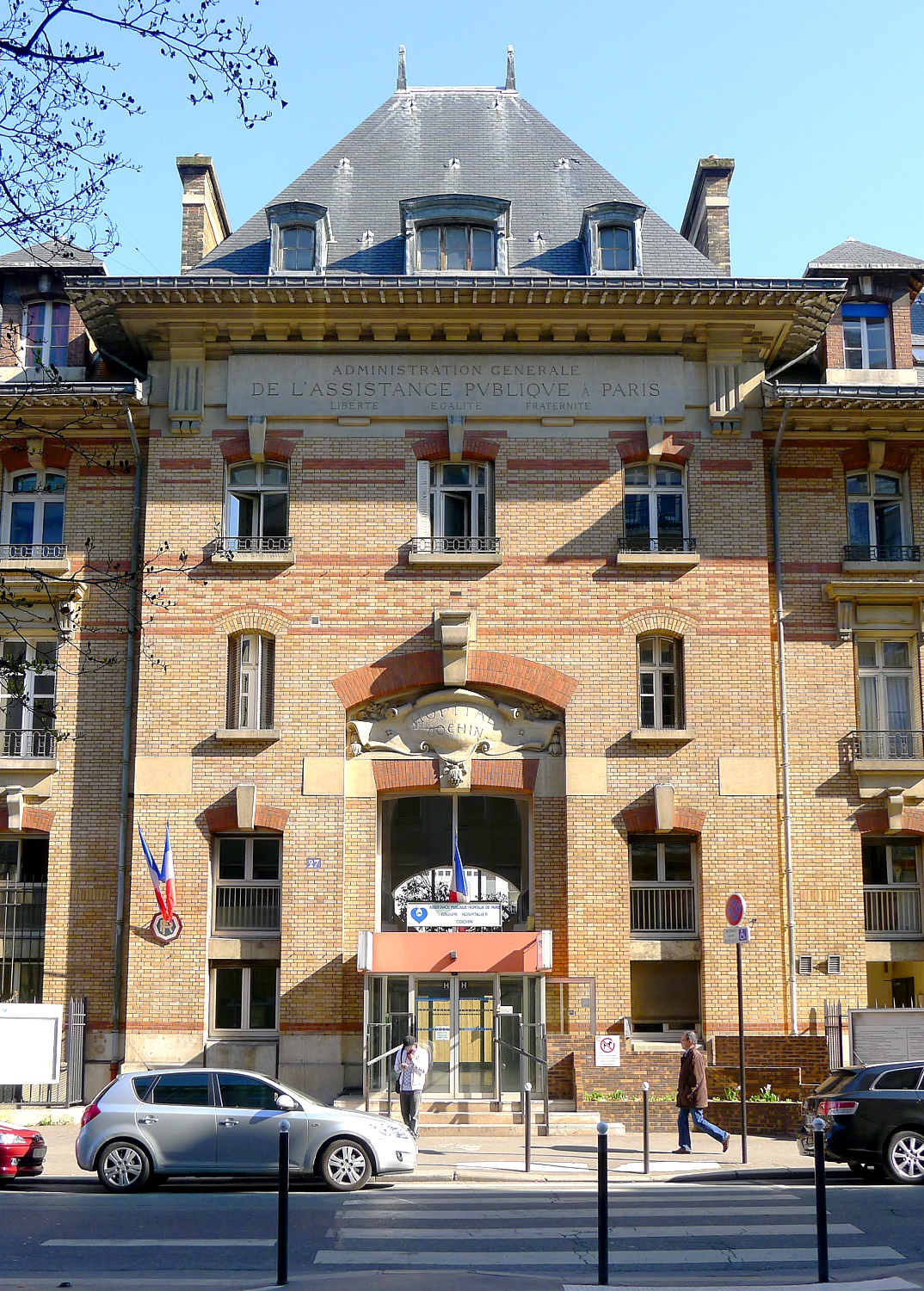
コシャン病院

## 健康・福祉

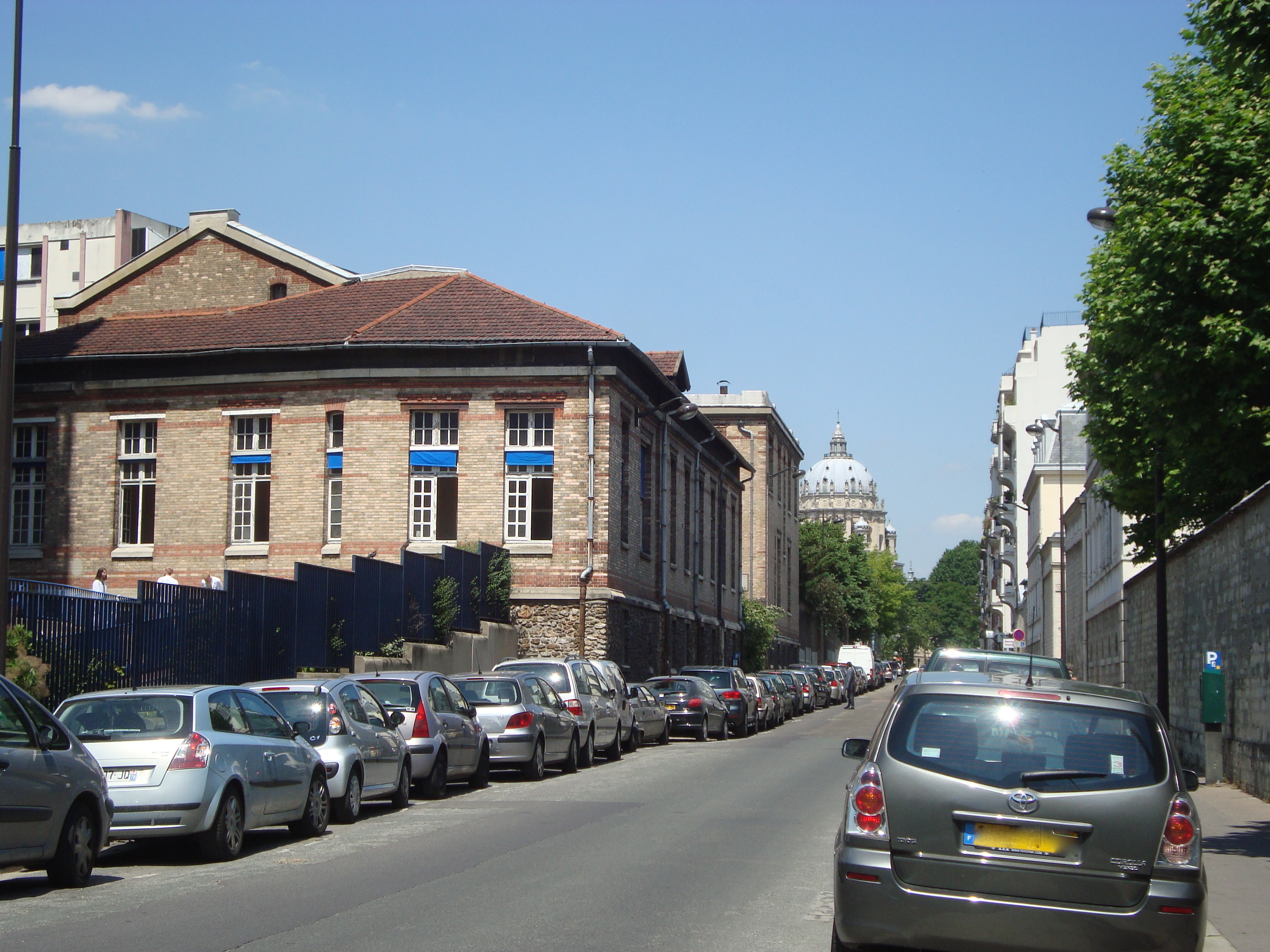
左はコシャン病院の裏側。奥に見えるドーム建築はパリ5区のNotre-Dame du Val-de-Grâce。Rue de la Santéから北を見る。

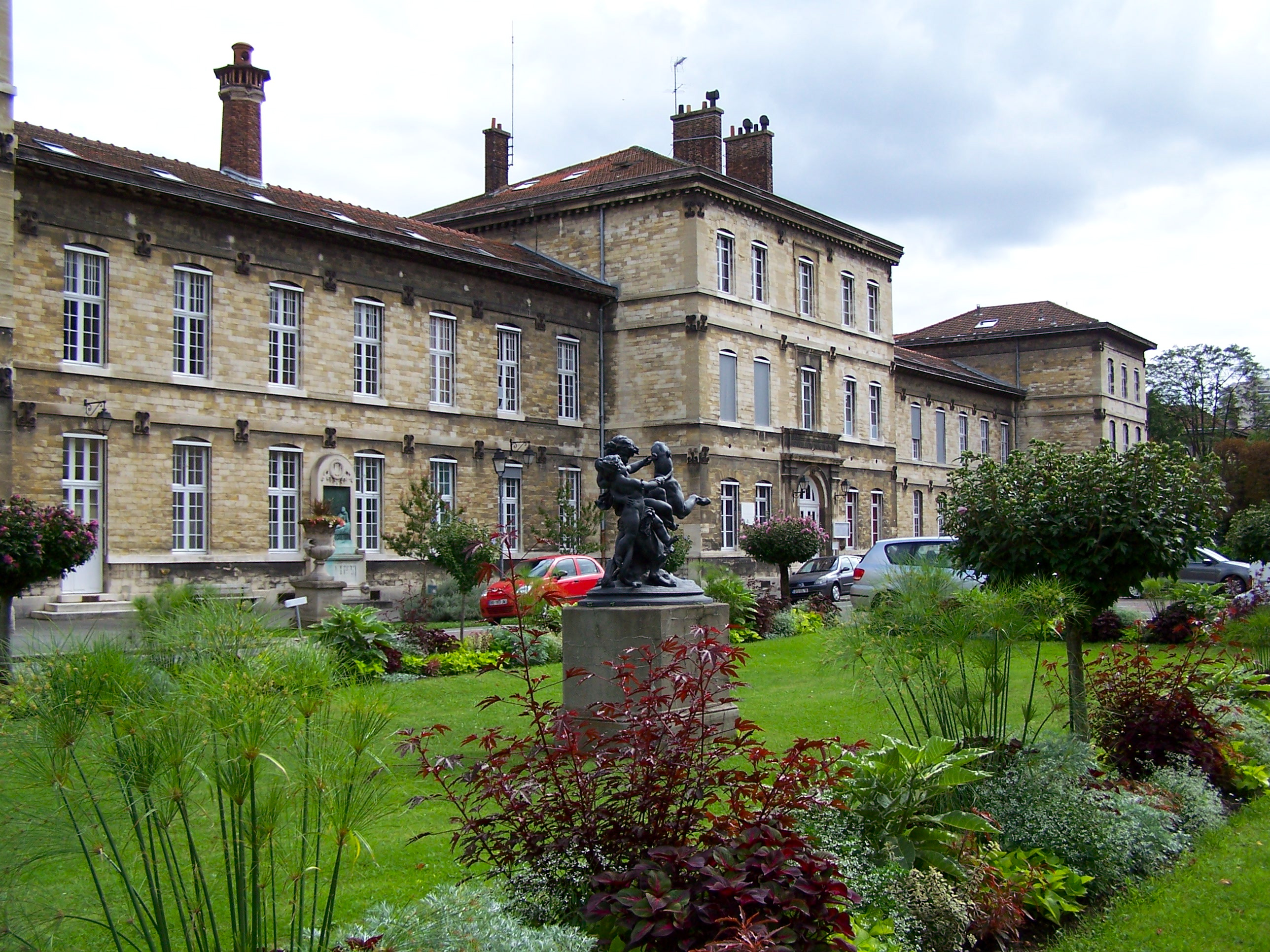
サンタンヌ中央病院。1651年、王妃アンヌ・ドートリッシュの寄附で造成された。

### 保健・医療
- フランス赤十字社本部 （Croix-Rouge Française (CRF)）- 14区の南西部、ディド通り沿いにある。
- コシャン病院 （Hôpital Cochin）
- サン＝ヴァンサン＝ド＝ポール病院 （Hôpital Saint-Vincent-de-Paul）
- サン＝ジョセフ病院 （Hôpital Saint-Joseph）
- サンタンヌ中央病院 （Centre Hospitalier Sainte-Anne）
- ノートル＝ダム＝ド＝ボン＝スクール病院 （Hôpital Notre-Dame-de-Bon-Secours）
- ブルッセ病院 （Hôpital Broussais）
- ラ・ロシュフコー病院 （Hôpital La Rochefoucauld）

## 生活

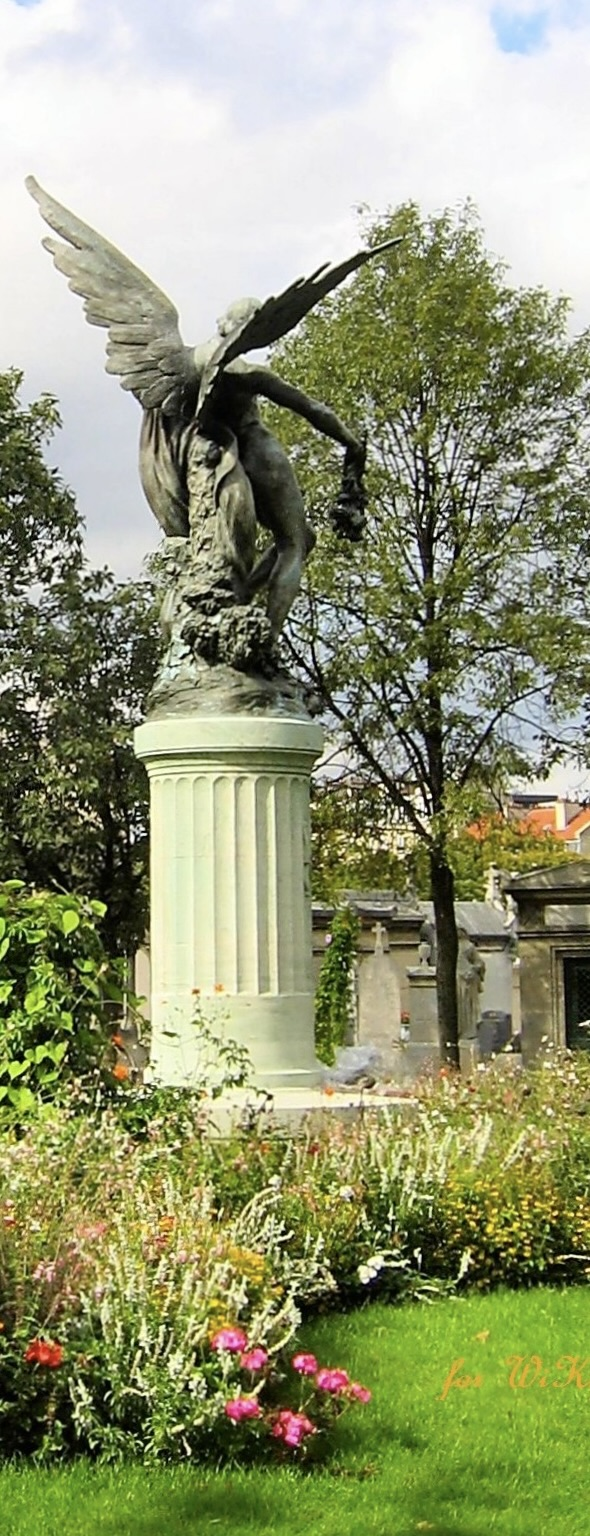
モンパルナス墓地から望むモンパルナスタワー

### 上水道
- モンスーリ貯水池 （Réservoir de Montsouris） - パリ市内に飲料水を供給している貯水池のひとつ。

### 墓地等
- モンパルナス墓地 (Cimetière du Montparnasse)
- モンルージュ墓地 (Cimetière de Montrouge)

## 学術・研究

### 研究施設
- 育児学・周産期医学研究所 （Institut de Puériculture et de Périnatalogie）
- パリ天文台 (Observatoire de Paris)

## 教育

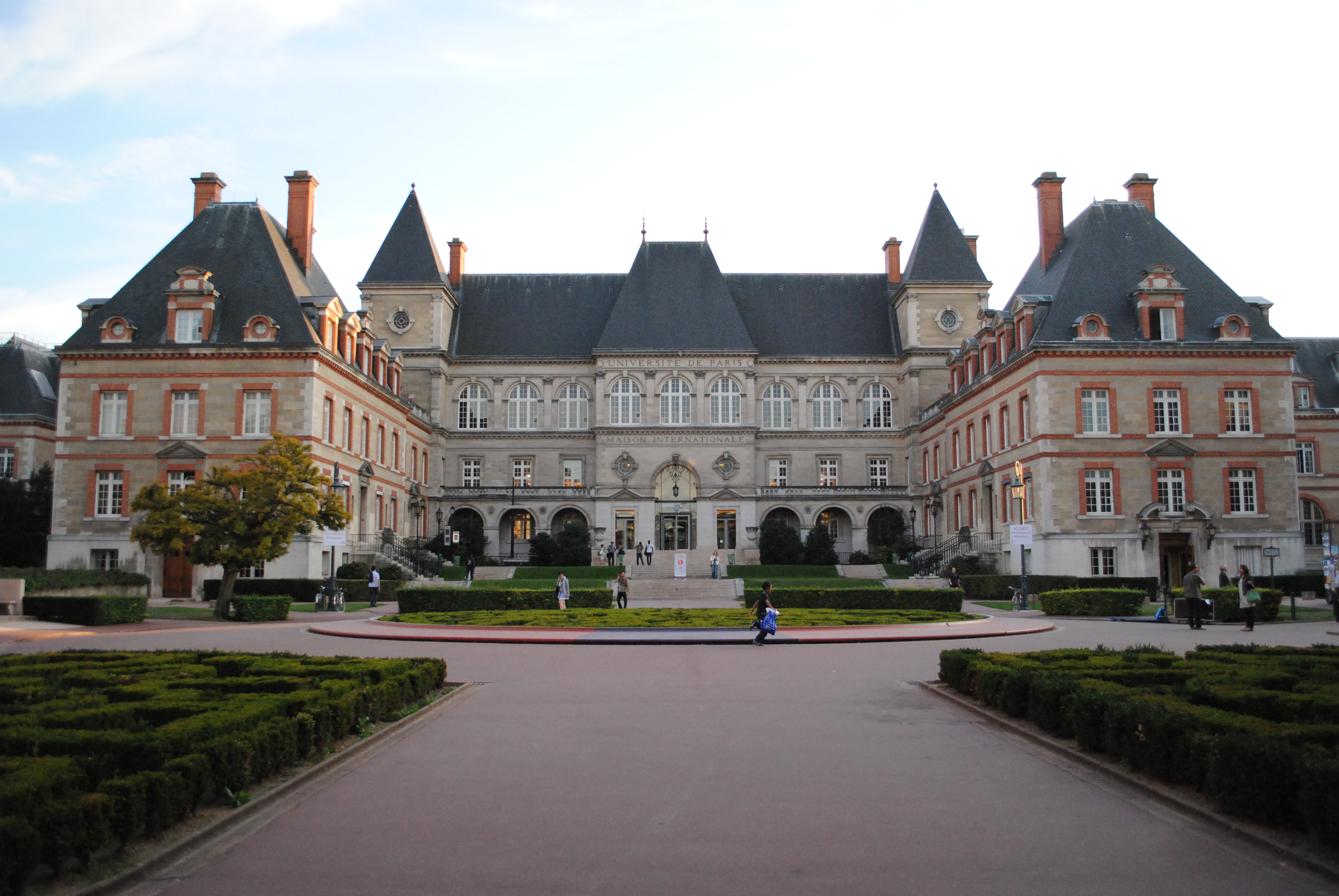
国際館、国際大学都市

### 大学等
- 高等研究実習院 （École pratique des hautes études）
  - 13区区境サン＝ジャック大通り界隈フェリュス通り（Rue Ferrus）4-14番地レ・パシオ・サン＝ジャック（Les Patios Saint-Jacques）にあるPSL研究大学。
- エコール・ノルマル・シュペリウール
  - パリ5区ユルム・キャンパスと、下記パリ経済学校と同地のジュールダン・キャンパスがある。区境南側のジュールダン大通り（Boulevard Jourdan）48番地にある。
- パリ経済学校（英語: Paris School of Economics, PSE、フランス語: École d'économie de Paris）
  - フランスや欧州を代表する経済学の統合型大学院的性格の学校。ジュールダン大通り48番地にある。

### その他
- 国際大学都市 （シテ・アンテルナシオナル・ユニヴェルシテール・ド・パリ、Cité Internationale Universitaire de Paris）
  - ジュールダン大通り（Boulevard Jourdan）17番地にある、大学等高等教育機関の各国学生・研究者向けの各国別学生寮ないし学生会館がある。

## 宿泊施設

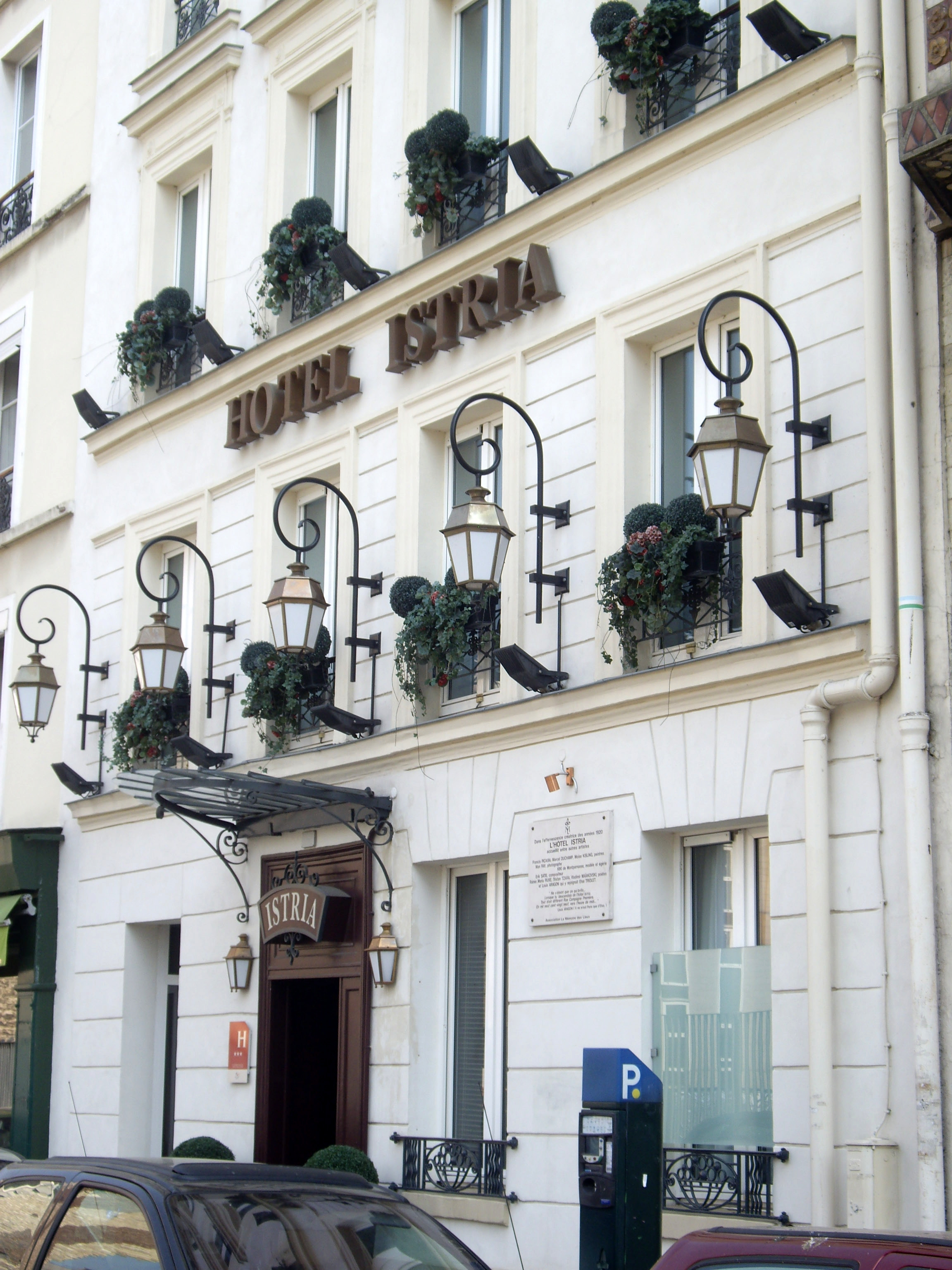
オテル・イストリア (Hôtel Istria)

### 主な宿泊施設
- オテル・ウォルドーフ・モンパルナス・パリ（Hôtel Waldorf Montparnasse） - モンパルナス駅隣接、デパール通り17番地に所在する。
- オテル・イストリア（Hôtel Istria） - カンパーニュ・プルミエール通り29番地に所在するホテル。かつてはマルセル・デュシャン、モイズ・キスリング、トリスタン・ツァラ、マン・レイらが居住した（下記#著名な居住者参照）。近接して、1910年築、アール・デコを予兆するアール・ヌーヴォー調の31番地bisの建物がある。

## 文化施設

### 美術館・博物館
- アンリ・カルティエ・ブレッソン財団 (Fondation Henri Cartier Bresson)
  - 写真家 アンリ・カルティエ＝ブレッソンの写真美術館。
- カルティエ財団現代美術館 (Fondation Cartier pour l'Art Contemporain)
  - ジュエリー・ブランド「カルティエ」の現代美術館。ジャン・ヌーヴェル設計。ラスパイユ大通り261番地にある。

### 映画館・劇場
- モンパルナス劇場 (Théâtre Montparnasse)

## 宗教施設

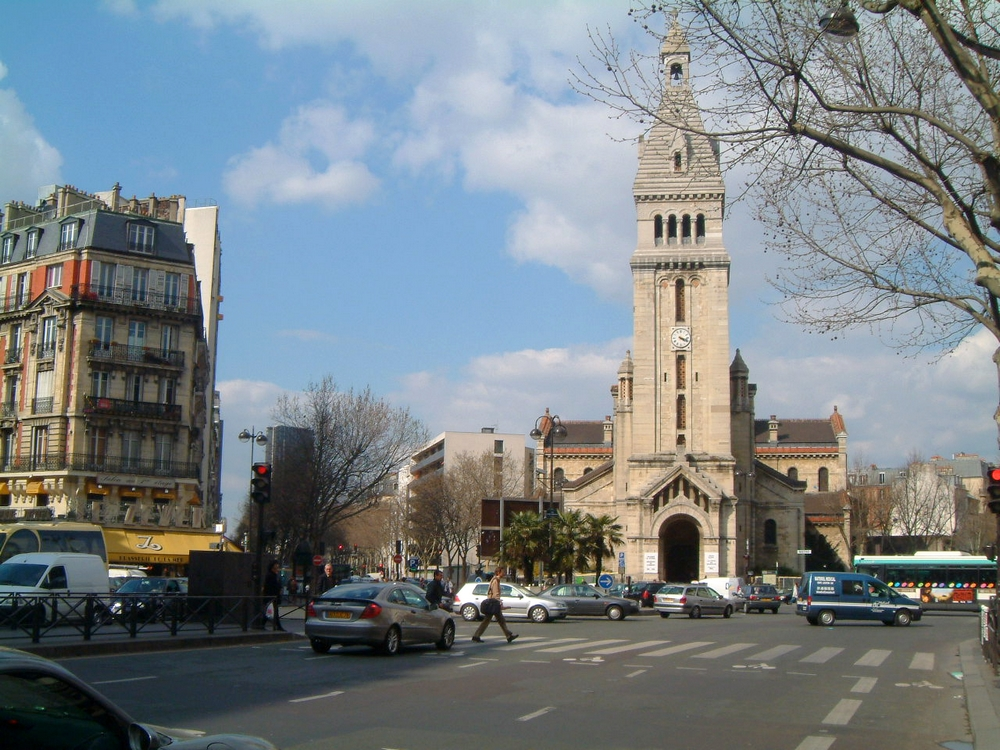
サン＝ピエール＝ド＝モンルージュ教会

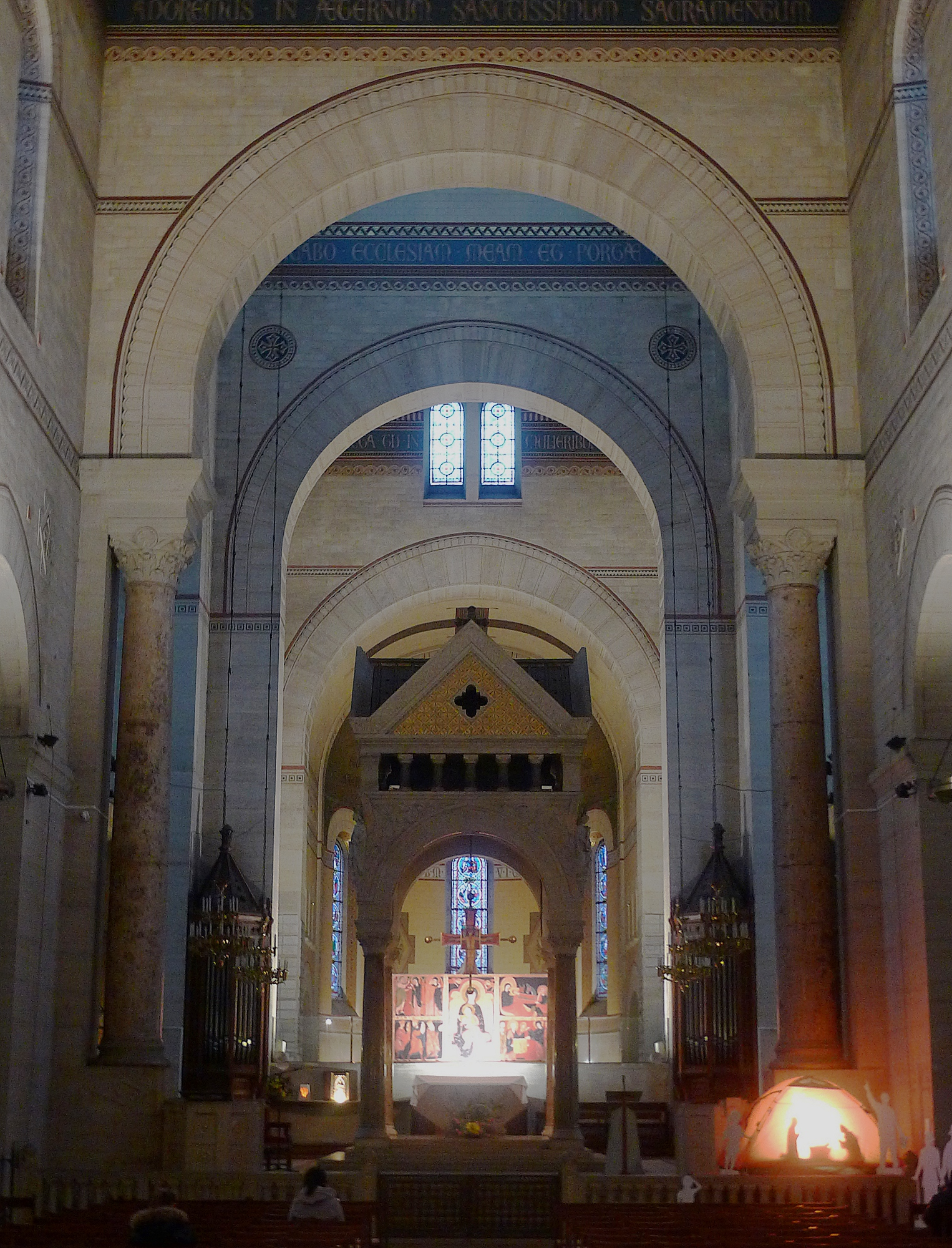
同教会のクワイヤないし身廊 (Choeur, église Saint-Pierre-de-Montrouge)

### 教会・寺院
- サン＝ピエール＝ド＝モンルージュ教会 (Église Saint-Pierre-de-Montrouge)
  - 1863 - 1872年にかけて建造された、エミール・ヴォードルメール設計によるロマノ・ビザンチン建築の教会。プティ＝モンルージュ地区ヴィクトーレ＝エレーヌ＝バシュ広場 (fr) にある。

## 観光・憩い

### 建築
- ヴィラ・アドリエンヌ（Villa Adrienne）
  - 1895年に整備されたイギリス風の住宅地ないしヴィラ。14区の中央部ダンフェール＝ロシュロー広場 (カタコンブ・ド・パリ) の南側にあるラ・ロシュフコー病院の、その南に位置する。細長い庭園を低層の集合住宅と戸建の建物が囲む[10]。

### 公園・緑地等
- アスピラン＝デュナン公園 （Square de l'Aspirant-Dunand）
- アベ＝ミーニュ公園 （Square de l'Abbé-Migne）
- クロード＝ニコラ＝ルドゥー公園 （Square Claude-Nicolas-Ledoux）
- ジャック＝アントワーヌ公園 （Square Jacques-Antoine）
- ジュリア＝バルテ公園 （Square Julia-Bartet）
- セルマン＝ド＝クフラ公園 （Square du Serment-de-Koufra）
- フェルディナン＝ブリュノー公園 （Square Ferdinand-Brunot）
  - 第14区役所の南側にある。
- モンスーリ公園 (Parc Montsouris)

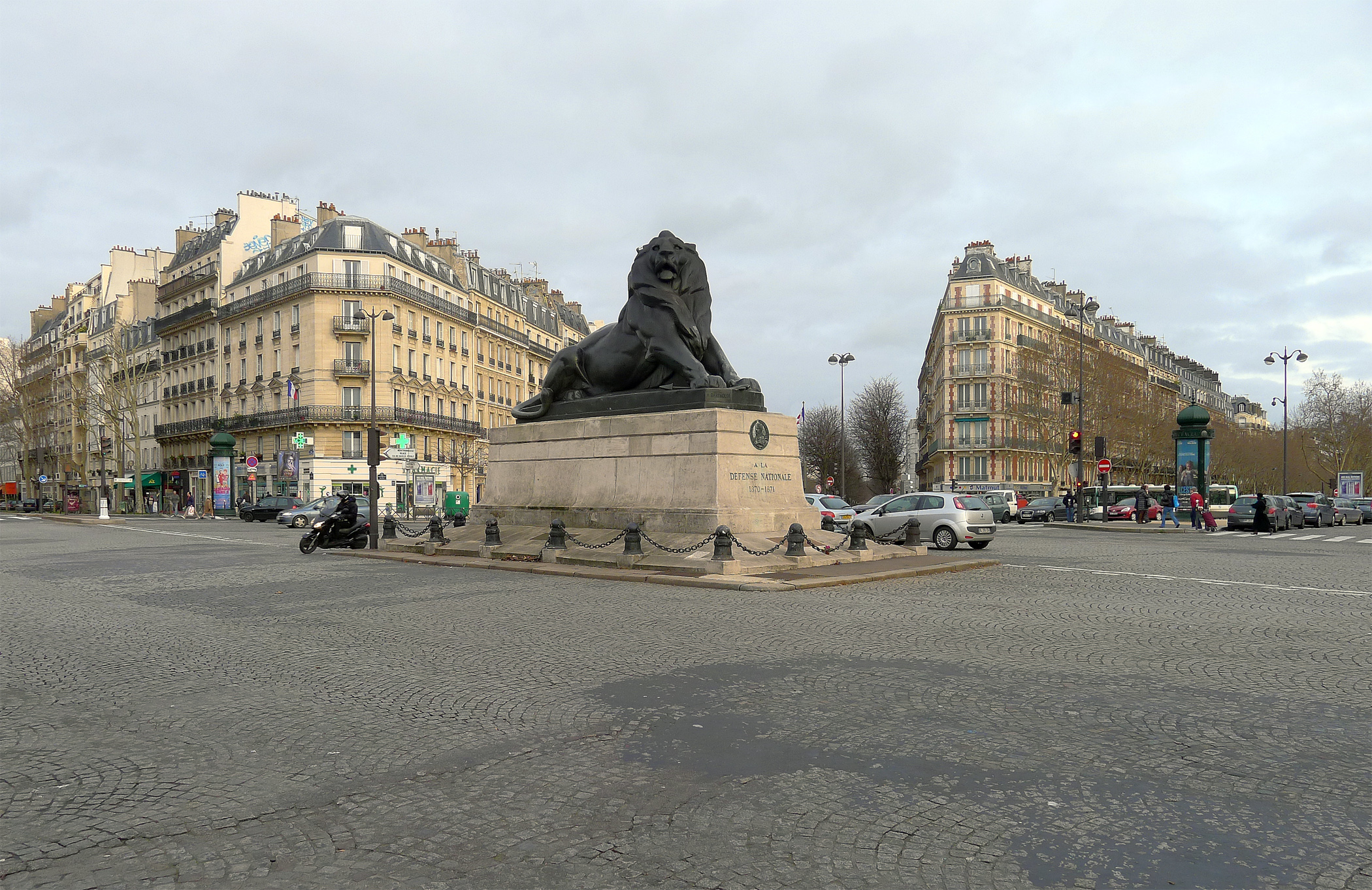
ダンフェール＝ロシュロー広場

### 旧跡・記念碑等
- カタコンブ・ド・パリ
- ベルフォールのライオン （Lion de Belfort）
  - ベルフォールにあるライオン像の複製。ダンフェール＝ロシュロー広場の中央に配置されている。

## 交通

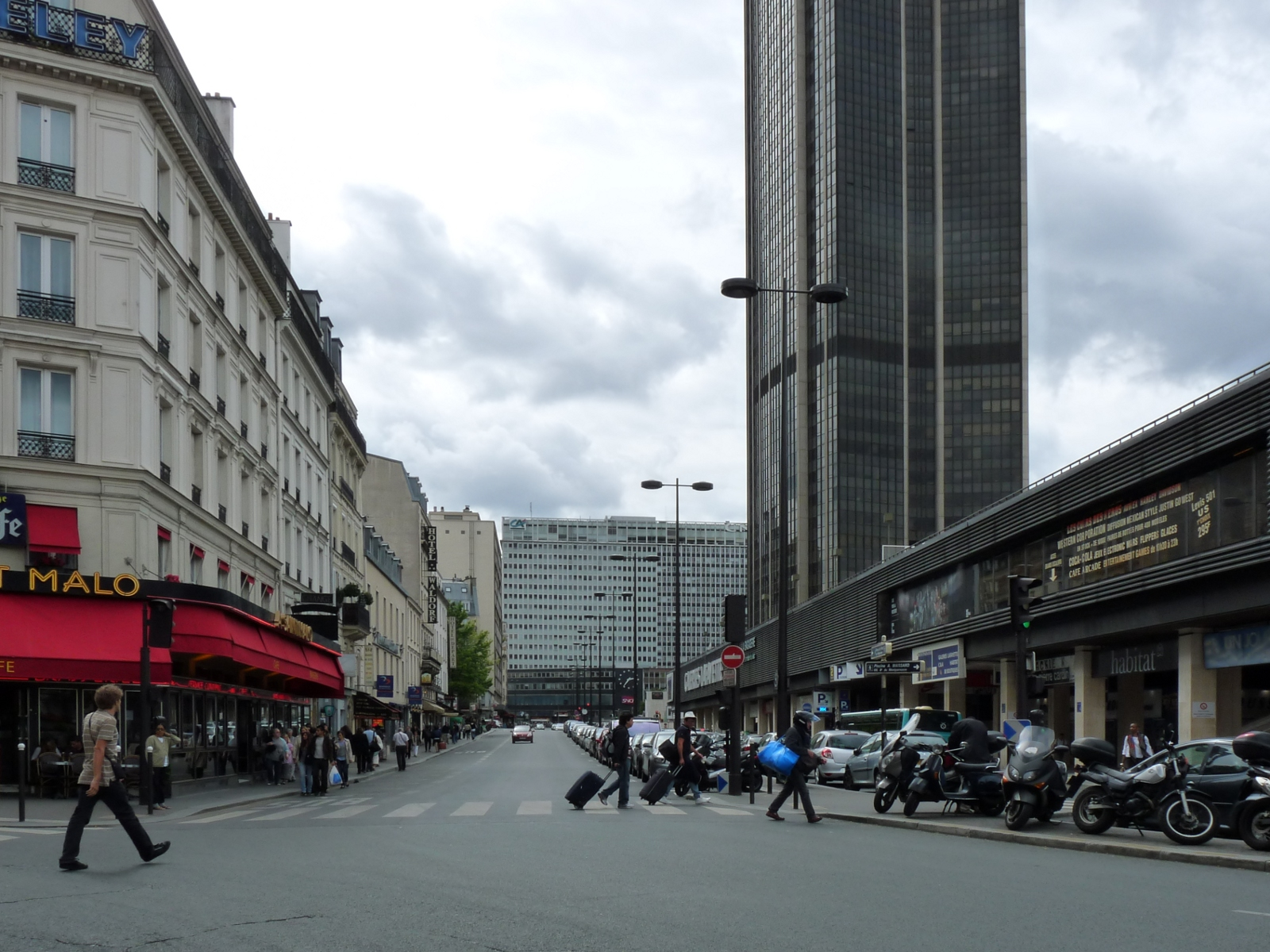
La rue du Départ à Paris, vue du coin de la rue d'Odessa. モンパルナス駅前、オデッサ通りとの角から見るデパール通り。背後にトゥール・モンパルナス
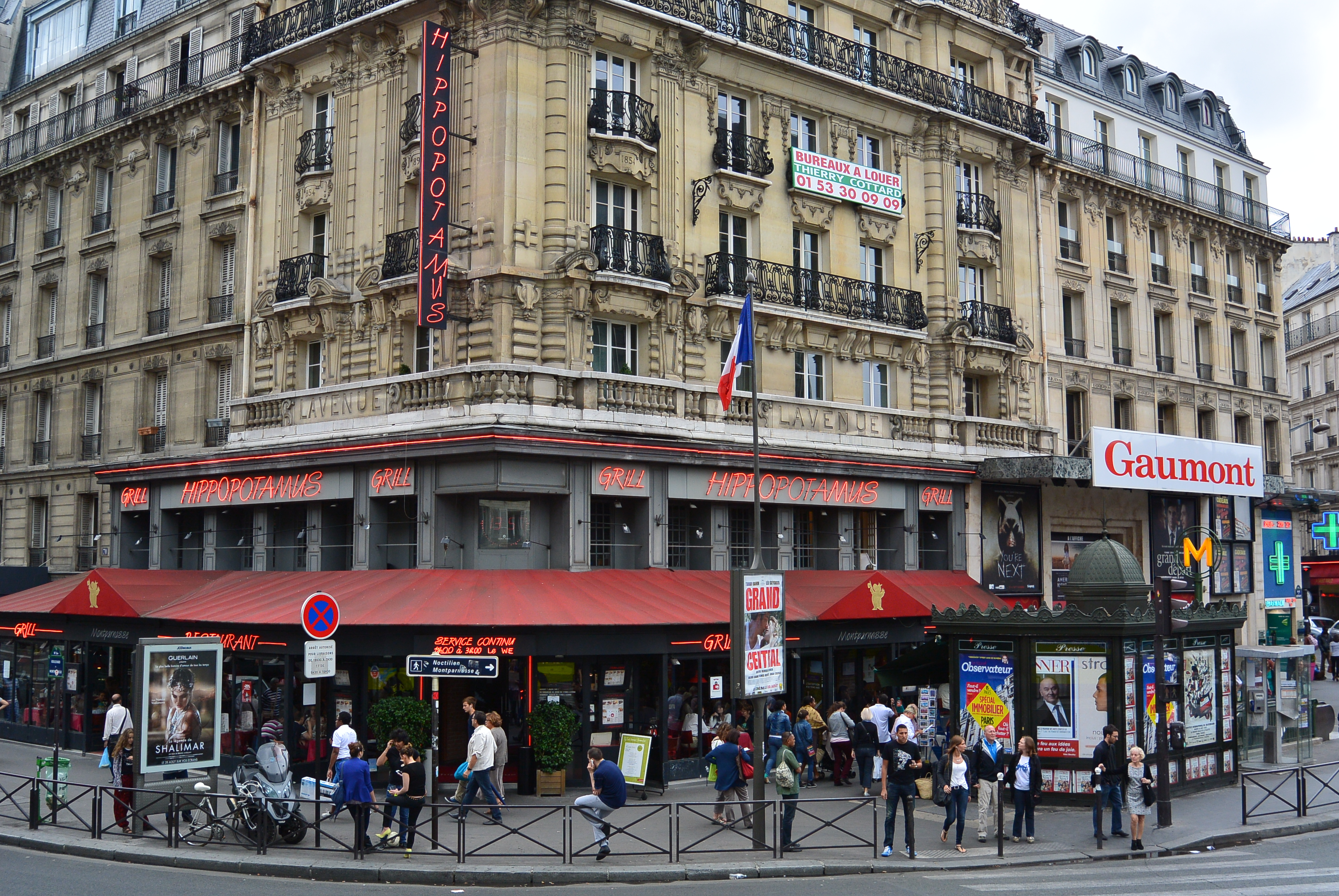
モンパルナス駅前(デパール通り, オデッサ通り付近)のレストラン「イポポタミュ (Hippopotamus) [11]」
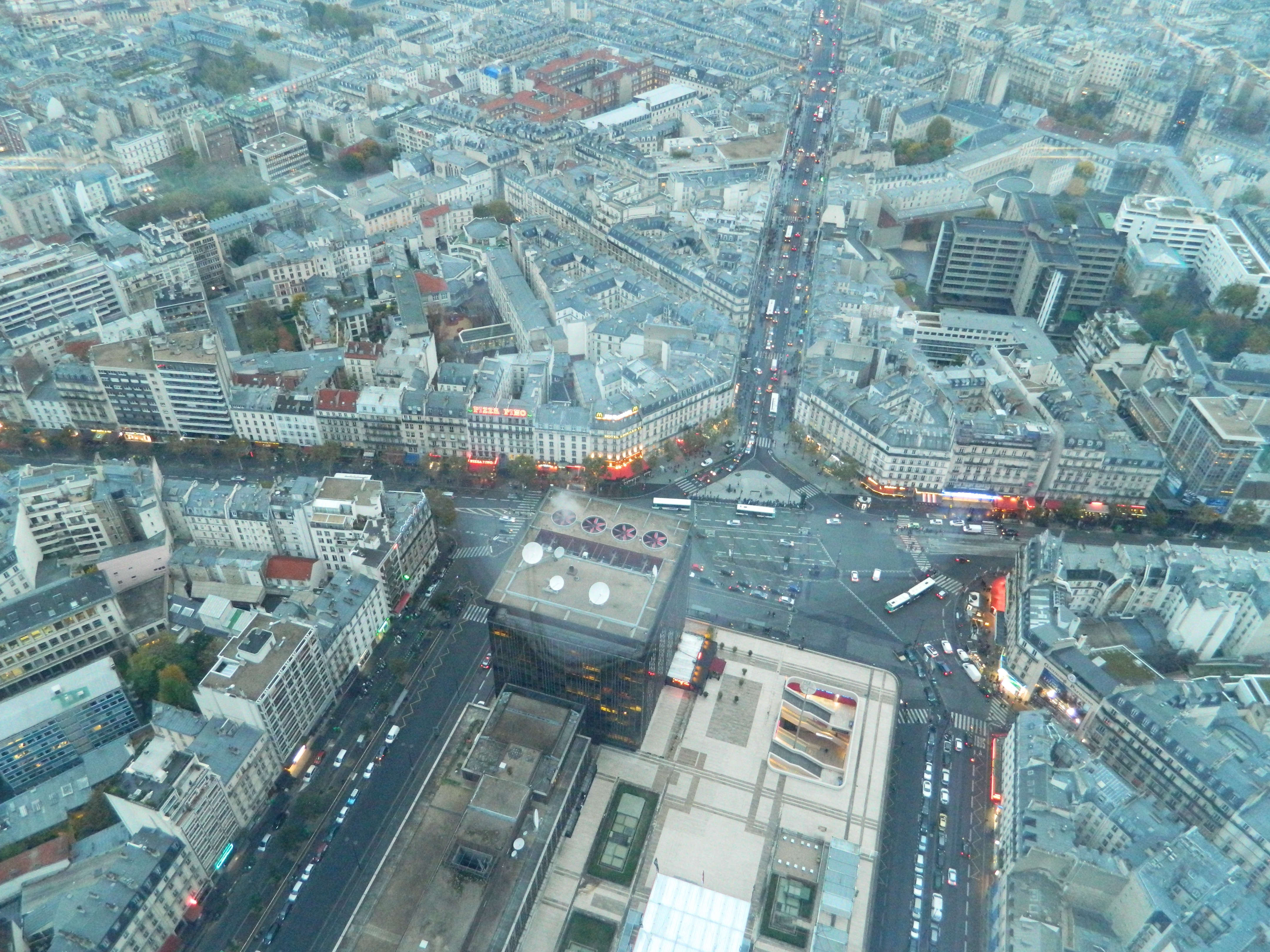
トゥール・モンパルナスからみるモンパルナス駅前。2012年11月
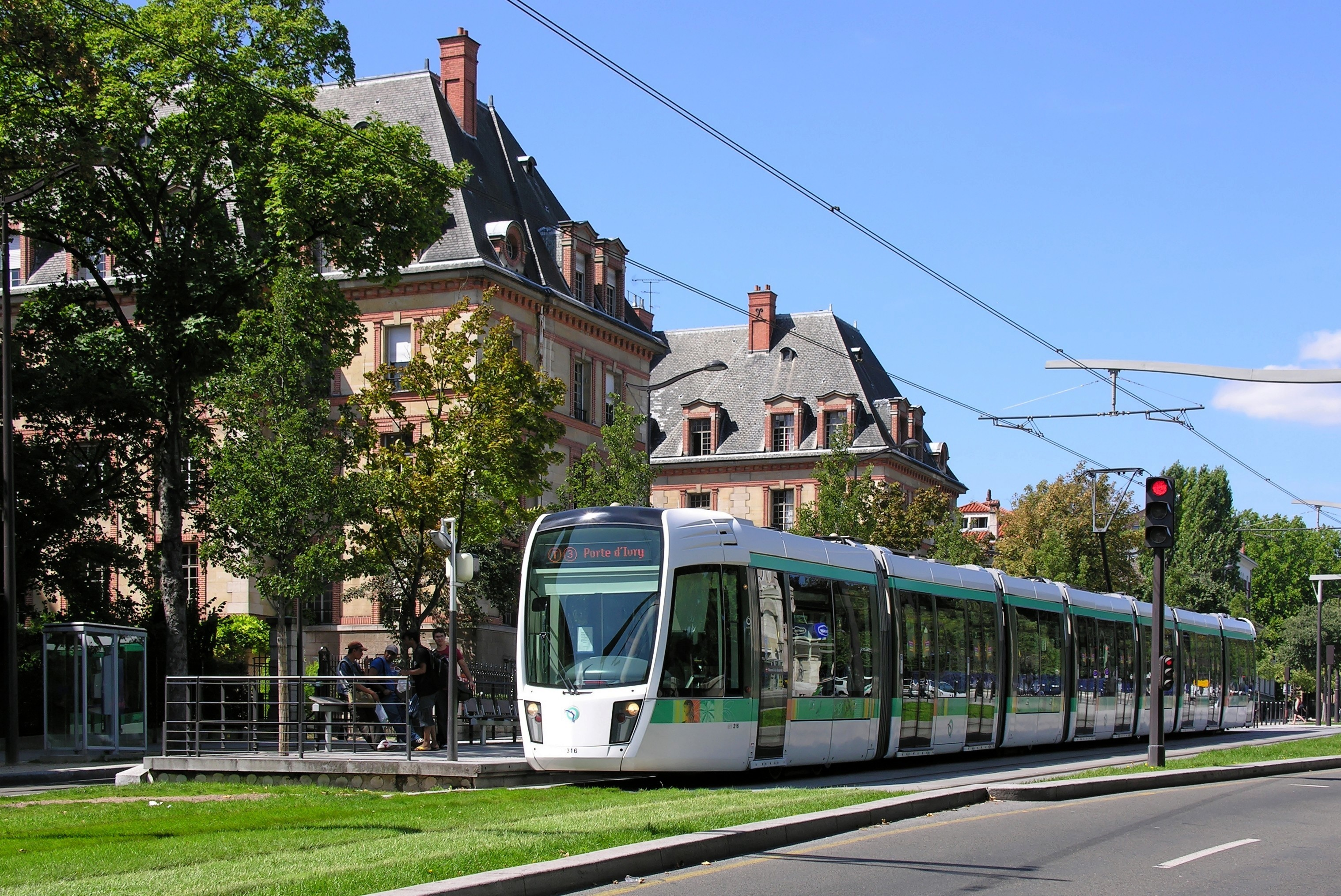
シテ・ユニヴェルシテール駅付近を走るトラム

### 鉄道
- フランス国鉄 （Société Nationale des Chemins de Fer Français (SNCF)）
  - モンパルナス駅 （ガール・ド・パリ＝モンパルナス、Gare de Paris-Montparnasse）
    - トゥール、ボルドーなど西部・南西方面への列車が発着するターミナル駅。
    - 敷地は14区、15区にまたがっている。
- 地下鉄・メトロ （パリ交通公団（RATP）） （Métro）
  - ■4号線 （Ligne 4 du Métro）
    - モンパルナス＝ビヤンヴニュ駅 – ヴァヴァン駅 – ラスパイユ駅 – ダンフェール＝ロシュロー駅 – ムートン＝デュヴェルネ駅 – アレジア駅 – ポルト・ドルレアン駅

  - ■6号線 （Ligne 6 du Métro）
    - モンパルナス＝ビヤンヴニュ駅 – エドガー・キネ駅 – ラスパイユ駅 – ダンフェール＝ロシュロー駅 – サン＝ジャック駅

  - ■12号線 （Ligne 12 du Métro）
    - モンパルナス＝ビヤンヴニュ駅のみ。

  - ■13号線 （Ligne 13 du Métro）
    - ゲテ駅 – ペルネティ駅 – プレザンス駅 – ポルト・ド・ヴァンヴ駅
- RER （フランス国鉄 (SNCF)／パリ交通公団（RATP）） （Réseau Express Régional d'Île-de-France）
  - ■B線 （Ligne B du RER）
    - ダンフェール＝ロシュロー駅 - シテ・ユニヴェルシテール駅
- 路面電車 トラム （パリ交通公団（RATP））（Tramway Parisien）
  - ■トラム3号線 （Ligne 3 du Tramway）
    - ポルト・ド・ヴァンヴ駅 - ディド駅 - ジャン・ムーラン駅 - ポルト・ドルレアン駅 - モンスーリ駅 - シテ・ユニヴェルシテール駅

### 高速道路・有料道路

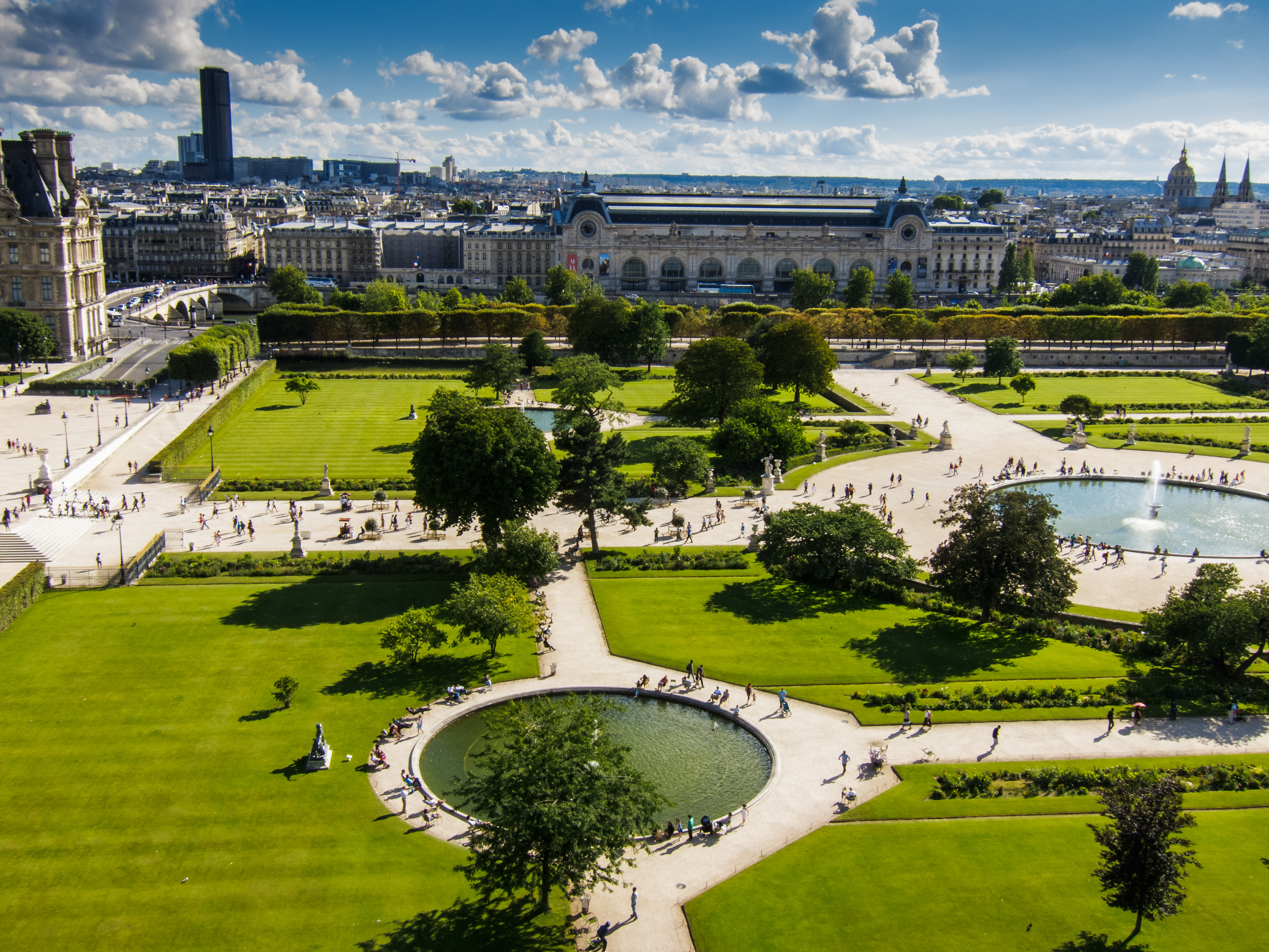
パリ1区のテュイルリー庭園から望むオルセー美術館、そしてトゥール・モンパルナス
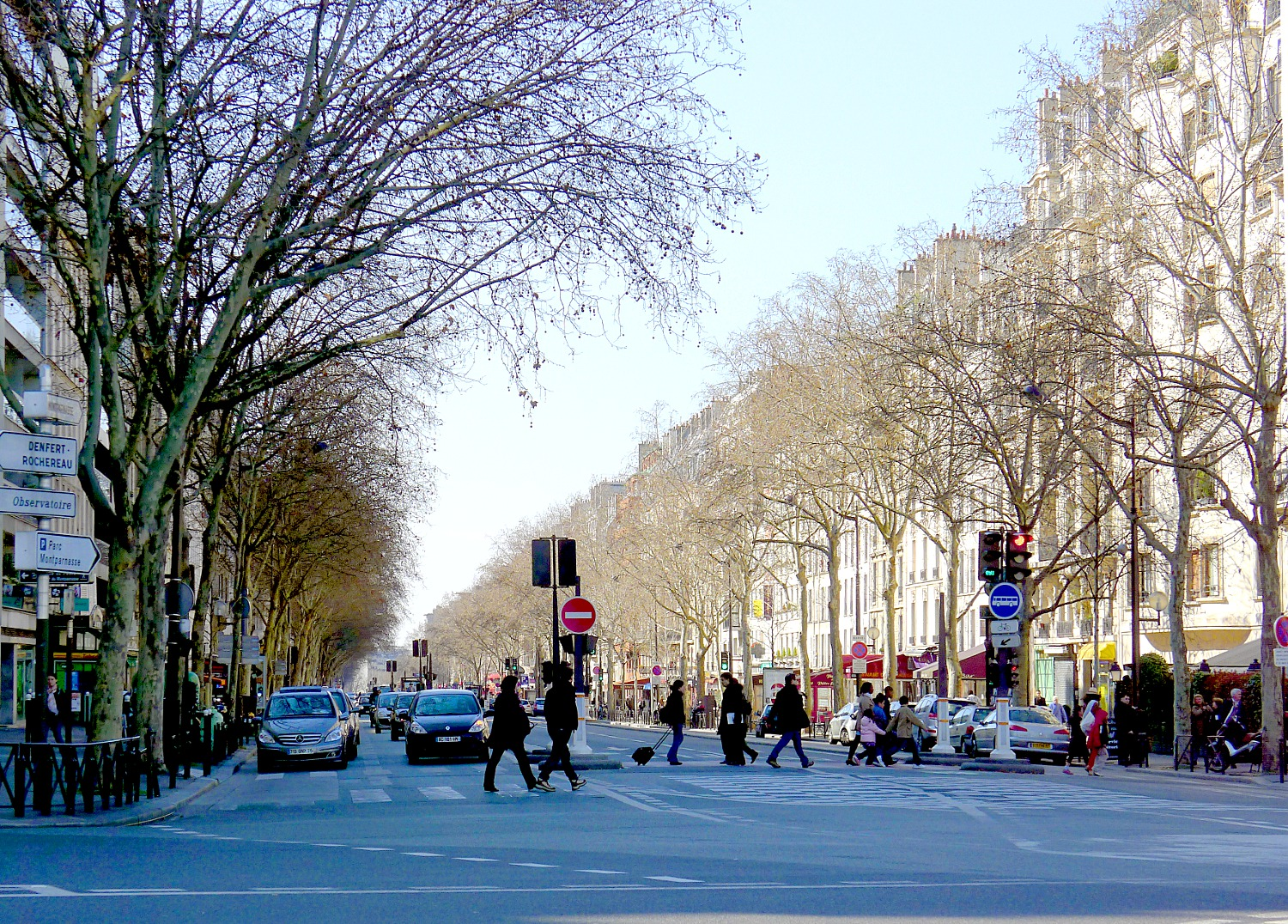
モンパルナス大通り
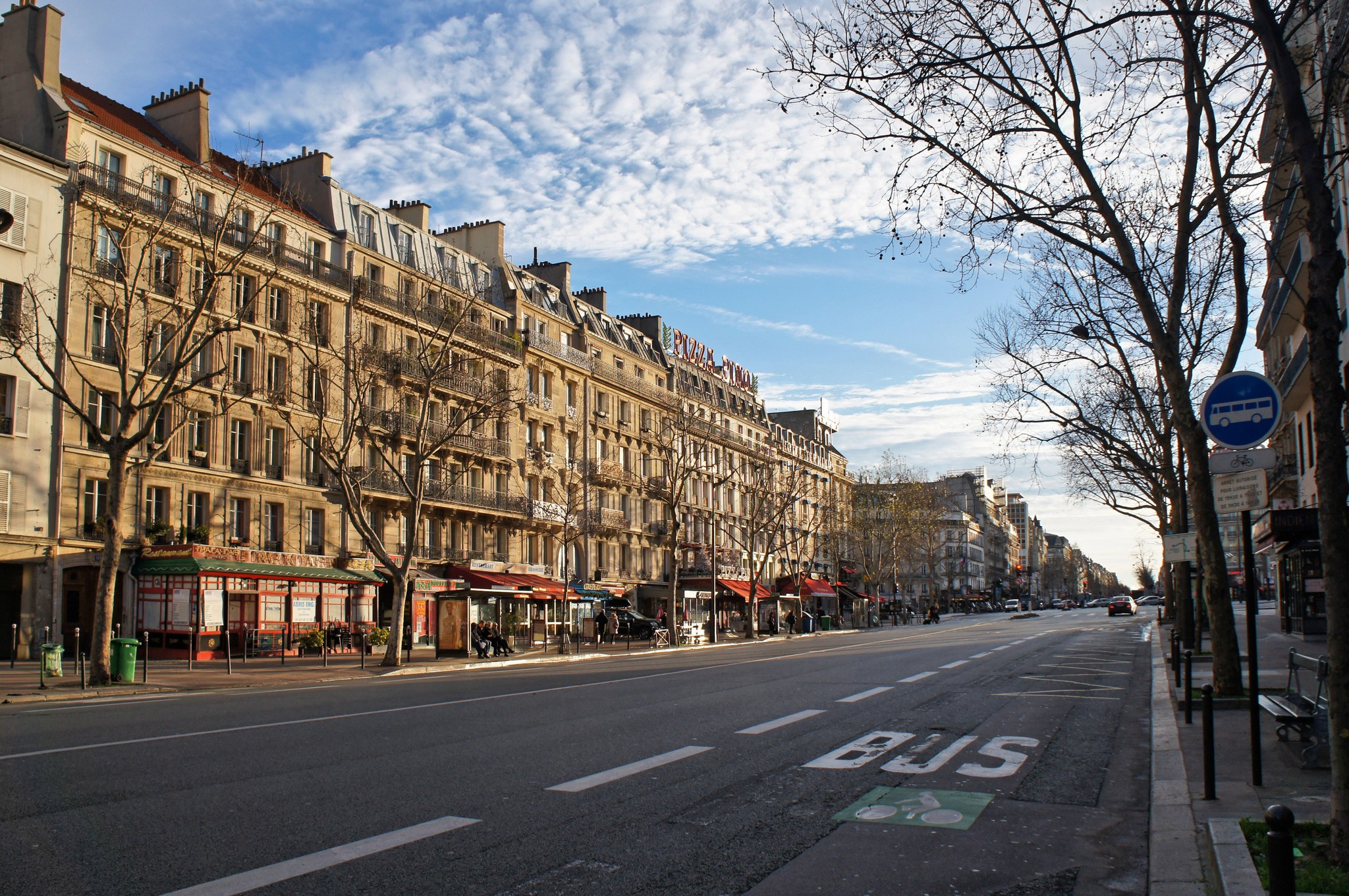
同上
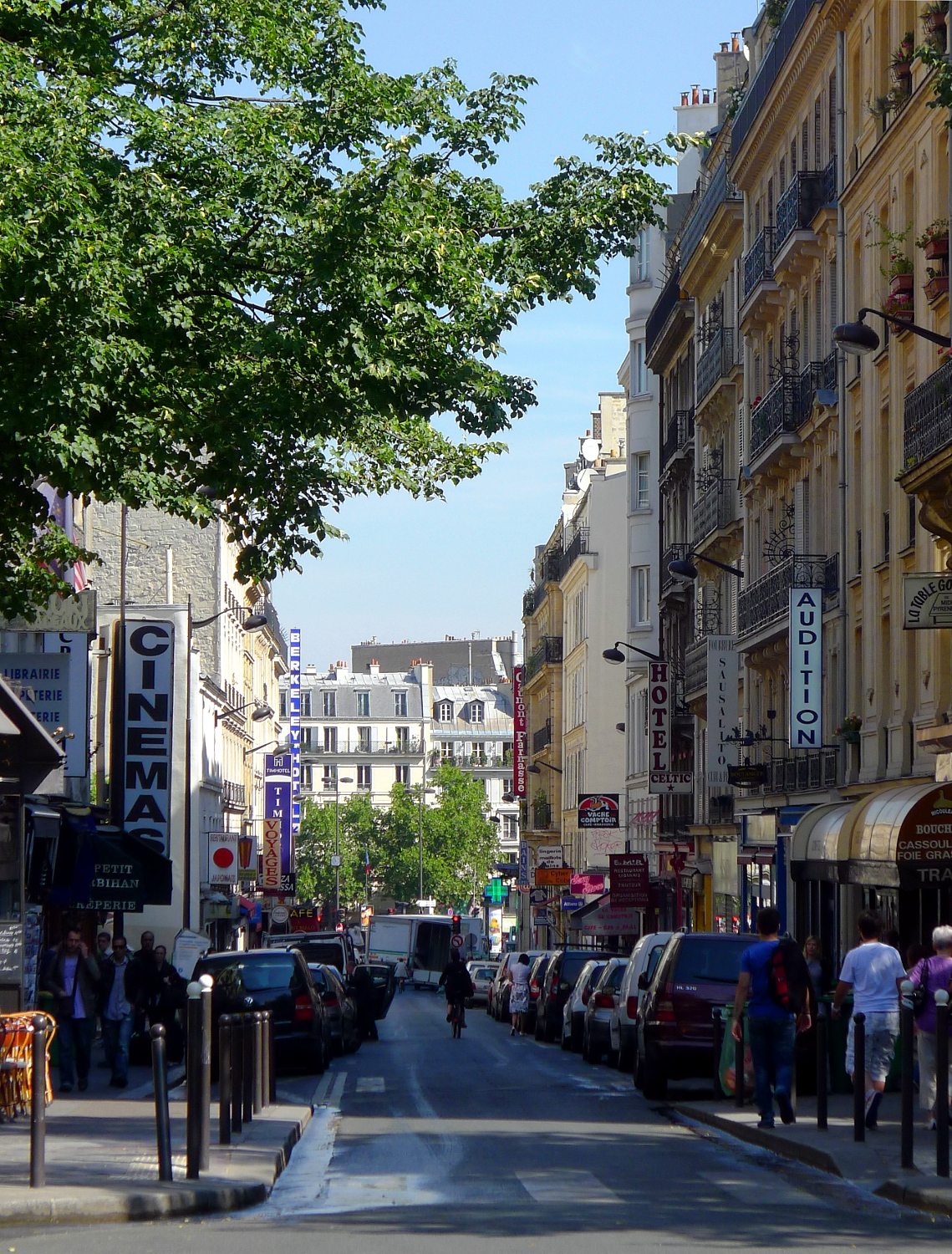
モンパルナス駅前から伸びるオデッサ通り (Rue d'Odessa)
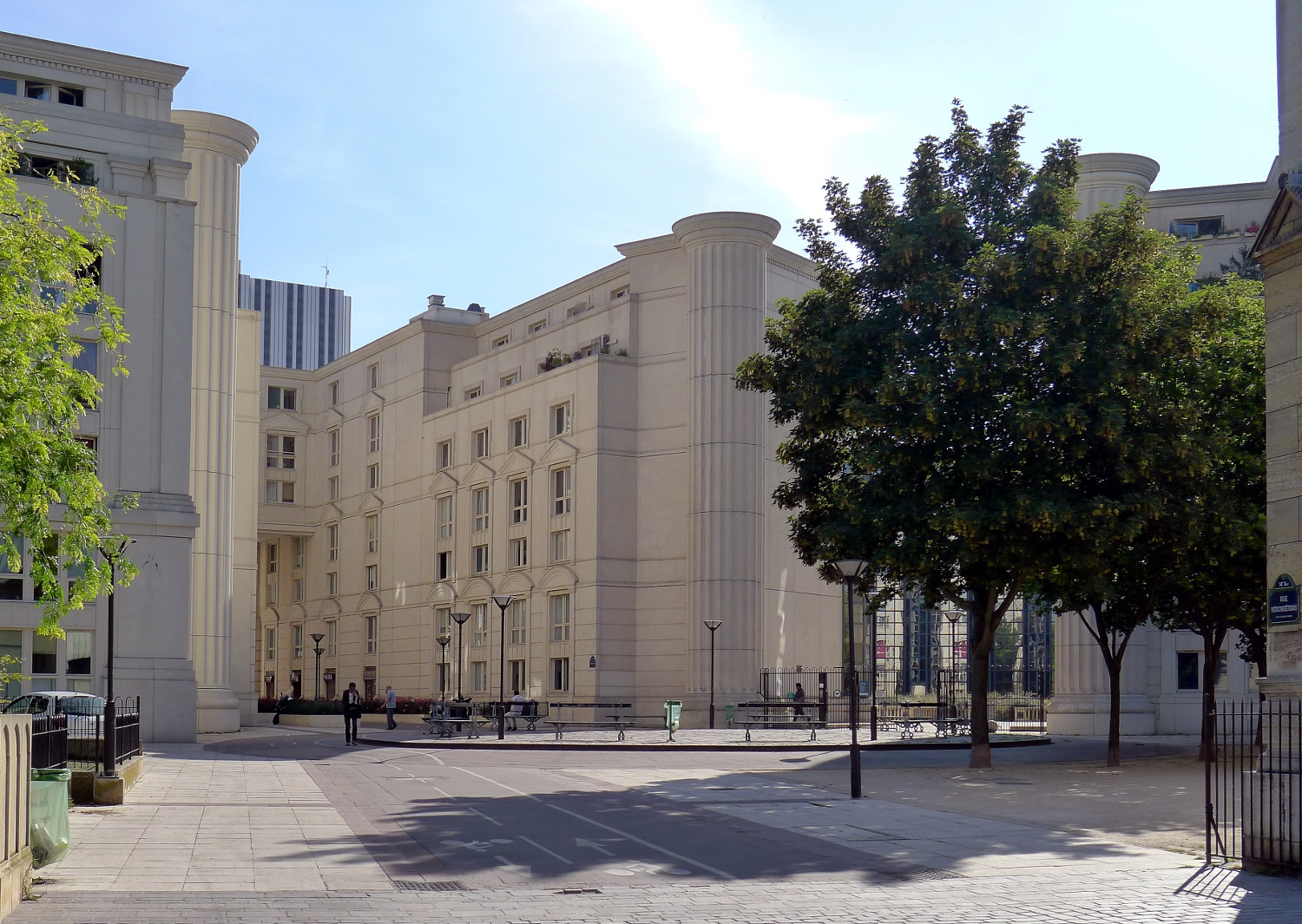
モンパルナス駅の線路帯東側に沿って南へ伸びるヴェルサンジェトリクス通り (Rue Vercingétorix)。画像はカタローニュ広場界隈
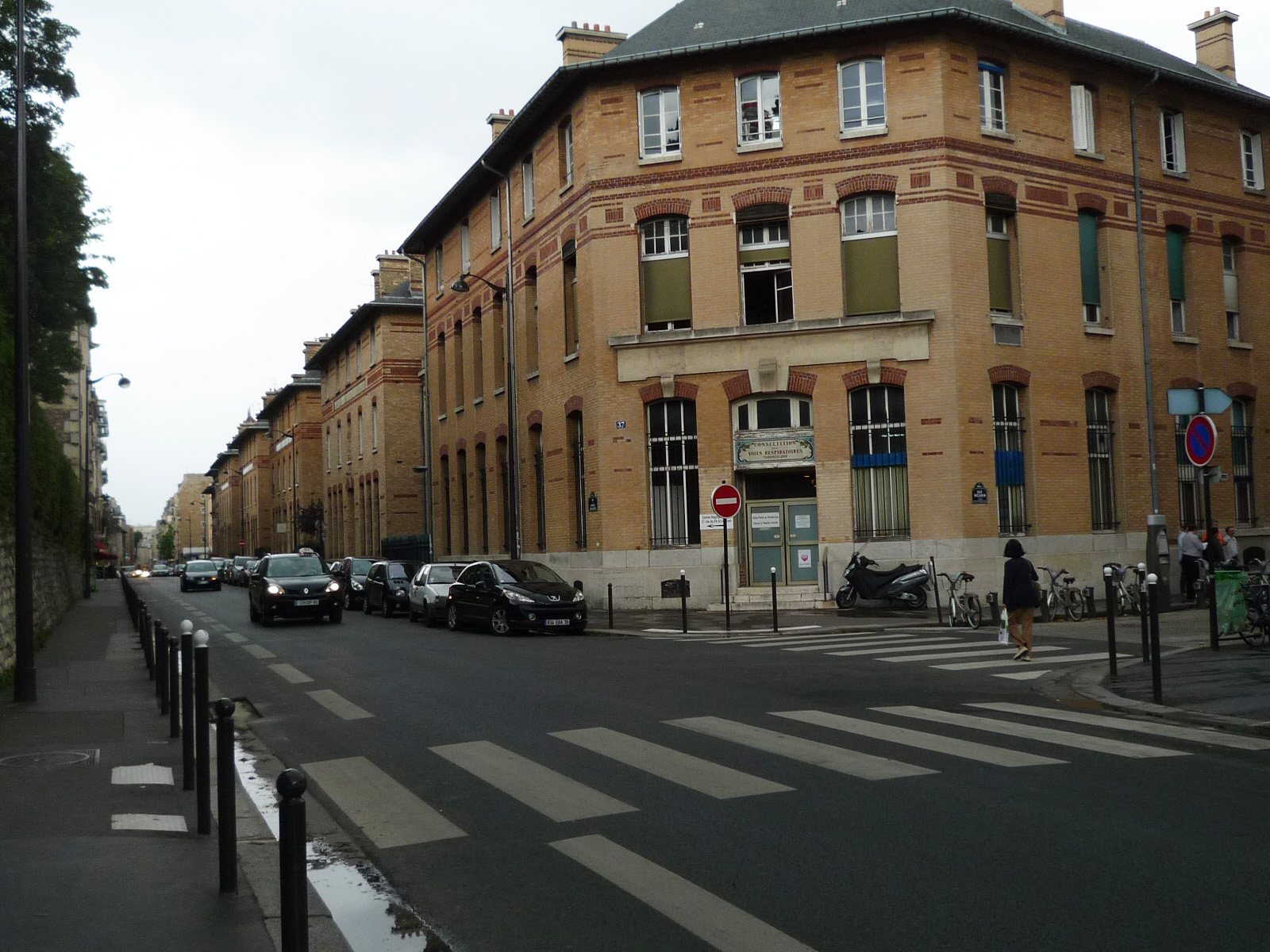
フォーブール＝サン＝ジャック通り。コシャン病院
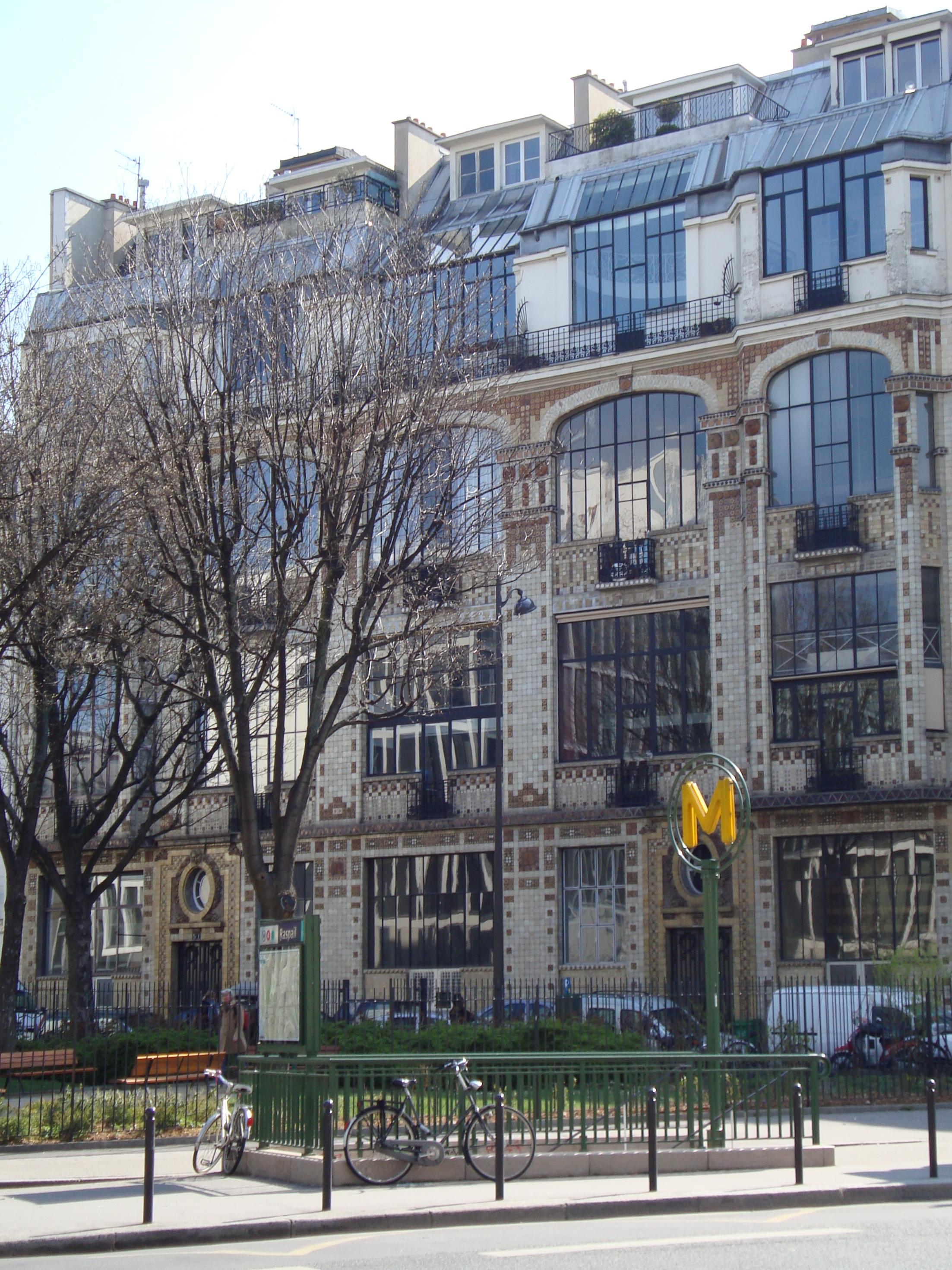
fr:Avenue du Colonel-Henri-Rol-TanAvenue du Colonel-Henri-Rol-Tanguy。ダンフェール＝ロシュロー広場のプラークには✕がつけられている。-->

- ペリフェリック（パリ環状道路）（Boulevard Périphérique）
  - ポルト・ド・ジャンティイ - ポルト・ドルレアン - ポルト・ド・シャティヨン - ポルト・ド・ヴァンヴ

### 道路
- アラゴ大通り（Boulevard Arago） 
  - 13区・5区の境界線上を東西に走るサン＝マルセル大通りが、5区と13区内中心部イタリー広場の間を南北に伸びるゴブラン大通りとの交差点で、下記区境を走るポール＝ロワイヤル大通りとアラゴ大通りとに分岐し、アラゴは14区内中心部ダンフェール＝ロシュロー広場 (カタコンブ・ド・パリ)まで東西に伸びてゆく。
- アレジア通り（Rue d'Alésia）
  - 14区内南側を東西に伸びる通り。東側で13区内から伸びるトルビアック通り (fr) と、西側で15区内のヴィエ通り (fr) と接続する。14区内南側中央のヴィクトーレ＝エレーヌ＝バシュ広場 (Place Victor-et-Hélène-Basch) で下記ジャン＝ムーラン、ジェネラル＝ルクレール、メーヌ各大通りと交わる。
- オプセルヴァトワール大通り（Avenue de l'Observatoire） 
  - リュクサンブール庭園、グラン＝エクスプロラトゥール・マルコ＝ポーロ・エ・カブリエ＝ド＝ラ＝サール庭園東側に沿って走るサン＝ミッシェル大通りから引き続いて南北に伸びる通り。モンパルナス大通りと交差し14区内に入りパリ天文台界隈まで続く。
- カンパーニュ＝プルミエール通り（Rue Campagne-Première）
  - 下記ラスパイユ大通りと下記モンパルナス大通りとを繋ぐ、著名な文化人らが多く居住した通り。ラスパイユ大通り側にメトロ ラスパイユ駅が最寄りのイヴ＝クライン公園があり、モンパルナス大通り側では、パブロ＝ピカソ広場(旧ヴァヴァン交差点)の東側先に接続する。
- ゲテ通り（Rue de la Gaîté）
- サレット通り（Rue Sarrette）
- サン＝ジャック大通り（Boulevard Saint-Jacques） 
  - 14区内中心部ダンフェール＝ロシュロー広場 (カタコンブ・ド・パリ)から区内を東側方向に走り、13区内でオーギュスト＝ブランキ大通りと名を変え、途中ル・モンド社屋を横に見て、同区内中心部イタリー広場に辿り着く。反対に、ダンフェール＝ロシュロー広場から西側へはフォワドゥヴォ通り (Rue Froidevaux) が走り、モンパルナス墓地南側沿いを抜け、モンパルナス駅南東界隈で南東に伸びる下記メーヌ大通りと交差する。アンリ・カルティエ・ブレッソン財団がある同交差点から西側へは、名を変えジャン＝ザイ通りが同駅南側界隈にあるカタローニュ広場へ走り、その先、モンパルナス駅からの鉄道線路帯を越えると15区になる。
- ジャン＝ムーラン大通り（Avenue Jean-Moulin）
- ジュールダン大通り（Boulevard Jourdan）
  - ブリュヌと共に"ブールヴァール・デ・マレショー"を構成する。
- ジェネラル＝ルクレール大通り（Avenue du Général-Leclerc）
  - ナポレオン戦争期のシャルル・ルクレール元帥ではなくノルマンディー上陸作戦やパリ解放期のフィリップ・ルクレール将軍から名付けられた。14区中心ダンフェール＝ロシュロー広場からモンルージュ境界ポルト・ドルレアン(オルレアン門)まで南北に伸びる通り。
- ダゲール通り（Rue Daguerre）
- ダンフェール＝ロシュロー大通り（Avenue Denfert-Rochereau）
  - カルチエ・ラタンを南北に伸びるサン＝ミッシェル大通りから続くオプセルヴァトワール大通りと、東西に走るモンパルナス大通りとの交差点から、オプセルヴァトワール大通りに引き続いて14区内をダンフェール＝ロシュロー広場(カタコンブ・ド・パリ)界隈まで南北に走る。
- ディド通り（Rue Didot）
- デパール通り（Rue du Départ） 
  - 文字通り"出発通り"。モンパルナス駅前広場からモンパルナス駅東側を南北に縫うように走る通り。15区側駅西側は同様にアリヴェ通りが通るが、文字通り"到着通り"。
- ドランブル通り（Rue Delambre）
  - 東西に走るモンパルナス大通りと南北に走るラスパイユ大通りとの交差点付近が起点の通り。14区内を南西に走り、モンパルナス駅前から南東に伸びるオデッサ通り、モンパルナス"大通り"を起点に南北に伸びるモンパルナス"通り"のこれら2通りとモンパルナス墓地北側で交差する。
- トンブ＝イソワール通り（Rue de la Tombe-Issoire）
- ピエール＝ド＝クーベルタン大通り（Avenue Pierre-de-Coubertin）
- フォーブール＝サン＝ジャック通り（Rue du Faubourg-Saint-Jacques）
  - コレージュ・ド・フランスやソルボンヌ大学、ルイ・ル・グラン界隈のカルチエ・ラタンを南北に伸びるサン＝ジャック通りと、6区と14区との境界線上を東西に走るポール＝ロワイヤル大通りとの交差地点を起点に、サン＝ジャック通りから名を変え引き続いて14区内を南北に伸びる通り。旧パリのポール・ロワイヤル修道院 (fr)と病院や産院、コシャン病院が界隈にある。
- ブラール通り（Rue Boulard）
- プラント通り（Rue des Plantes）
- ブリュヌ大通り（Boulevard Brune）
- フロワドヴォー通り（Rue Froidevaux）
  - ダンフェール＝ロシュロー広場(カタコンブ・ド・パリ)からサン＝ジャック大通りに続く、14区内を東西に伸びる通り。
- ペール＝コランタン通り（Rue du Père-Corentin）
- ヴェルサンジェトリクス通り（Rue Vercingétorix）
- ポール＝ロワイヤル大通り（Boulevard de Port-Royal）
  - 南北に走るオプセルヴァトワール大通りとの交差地点で、東西に走るモンパルナス大通りから名を変え引き継いで主に西側5区と13区との境界線上を同様に東西に走る。また、フォーブール＝サン＝ジャック通りとの交差地点界隈に旧パリのポール・ロワイヤル修道院 (fr)、病院と産院、コシャン病院がある。最寄りはRERのポール＝ロワイヤル駅。
- メーヌ大通り（Avenue du Maine）
  - 15区に属するモンパルナス駅西側界隈から南東方向、14区内を右斜め下に走り、区内南側中央のヴィクトーレ＝エレーヌ＝バシュ広場 (Place Victor-et-Hélène-Basch) で上記アレジア通り、ジャン＝ムーラン、ジェネラル＝ルクレール各大通りと交わる。
- モンパルナス大通り（Boulevard du Montparnasse）
  - 14区と6区との境界線上を東西に走り、通り東側ではリュクサンブール庭園南隣接グラン・エクスプロラトゥール庭園（マルコ・ポーロ＝カブリエ・ド・ラ・サール庭園）南側オプセルヴァトワール大通りとの交差点で、主に5区と13区との境界線を東西に走るポール＝ロワイヤル大通りに、反対に通り西側では、7区内アンヴァリッドへ向かうアンヴァリッド大通りにそれぞれ接続する。モンパルナス駅前から通り東側方向へ、特にラスパイユ大通り交差点メトロのヴァヴァン駅界隈パブロ＝ピカソ広場（旧ヴァヴァン交差点）にかけて、モンパルナス駅前のステーキレストランないしブラッスリーHippopotamus, ブラッスリーLa Ruche はじめ, ブラッスリーLa Coupole (ラ・クーポール), Café L'Atelier, ブラッスリーLe Select, ステーキレストランLe Relais De L'Entrecôte, レストランLa Rotonde, レストランLe Dôme, Bistrot(ビストロ) du Dôme, ブラッスリーLa Closerie des Lilas ･･等が軒を連ねる。
- サンテ通り（Rue de la Santé）
  - サンテ刑務所に面した道路。フォーブール＝サンジャック大通りの東側を並走する、13区との境界を南北に走る通り。区内南部を東西に走る上記アレジア通りとの交差点まで走る。通り北から順に、東西に走るアラゴ大通りと交差し、サンテ監獄、コシャン病院、東西に横切るサン＝ジャック大通りを越えると、通り周辺界隈に高等研究実習院があり、通り名の由来となったサンタンヌ中央病院･･がある。アレジア通りとの交差点の先を進むとモンスーリ公園がある。なお、サンテ刑務所では、1909年には40人の死刑囚が、1939年には殺人犯マックス・ブロックが、アラゴ大通りとの交差点界隈でギロチンで公開処刑に処された[12]。同1939年に処刑は非公開になり、1972年に2人の死刑囚を最後にギロチンでの非公開処刑が執り行われた。1981年には死刑制度が廃止された[13]。
- ラスパイユ大通り（Boulevard Raspail）
  - バック通りやサンジェルマン大通りが接続する7区内のルネ＝シャール広場から、ボン・マルシェ百貨店やホテル・ルテシア等があるセーヴル通りと交差しながら6区内を斜めに横切り、モンパルナス大通りとの旧ヴァヴァン交差点パブロ＝ピカソ広場界隈で14区内に入る。同交差点界隈は著名なレストランやブラッスリーが軒を連ねる。14区内をダンフェール＝ロシュロー広場(カタコンブ・ド・パリ)界隈までを走る通り。
- ルネ＝コティ大通り（Avenue René-Coty）
- レイモン＝ロスラン通り（Rue Raymond-Losserand）
- レイユ大通り（Avenue Reille）

### 広場・交差点

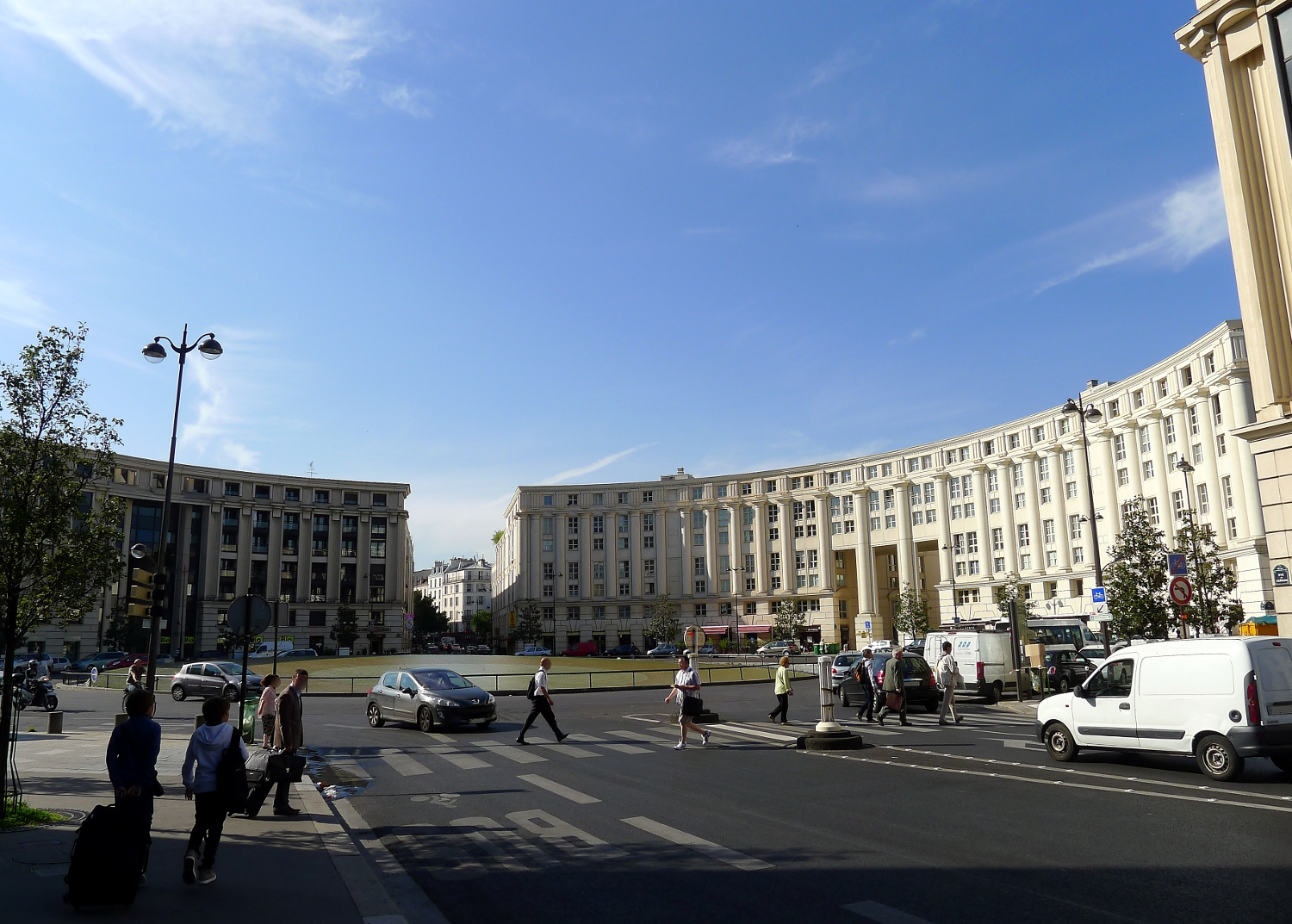
カタローニュ広場
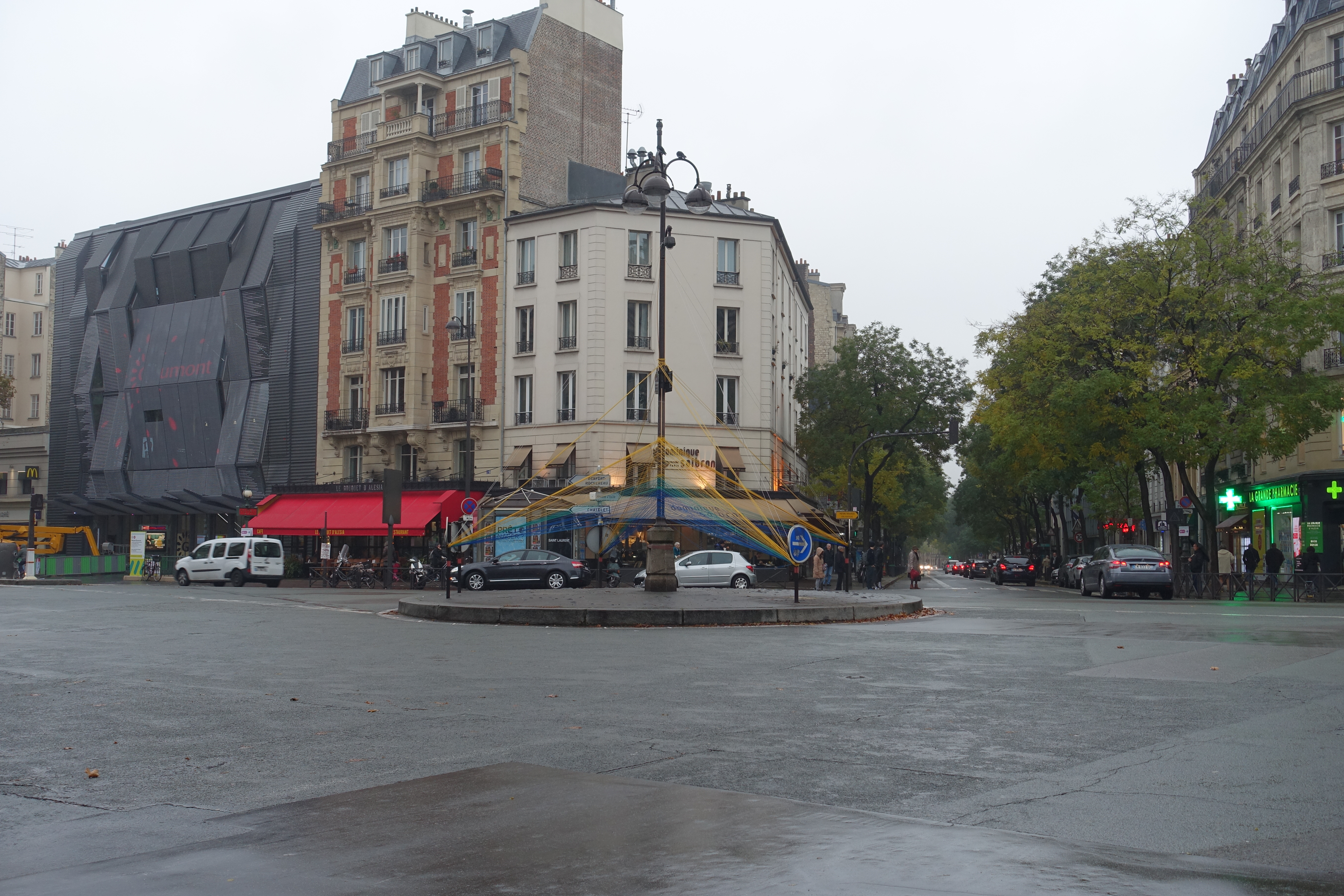
ヴィクトーレ＝エレーヌ＝バシュ広場とアレジア通り

パリの「広場（プラス、Place）」は、しばしば2以上の道路が交差する場所に位置し、中心の「島」を道路が周回するロータリー状の交差点となっている場合が多い。中心の「島」部分は、オベリスクや緑地等に利用されている場合もあり、エトワール凱旋門があるシャルル・ド・ゴール広場は世界的に有名である。14区の広場や交差点には、次のようなものがある。
- カタローニュ広場（Place de Catalogne）
  - モンパルナス駅南東側至近にある。
- コリュシュ広場（Place Coluche）
  - 13区と14区の境界に位置している。
- サン＝ジャック広場（Place Saint-Jacques）
- 1940年6月18日広場（プラス・デュ・ディジュイ＝ジュアン＝ミル・ヌフサン・キャラント、Place du 18-Juin-1940）
  - 6区、14区、15区の境界に位置する、モンパルナス駅前広場。
- ダンフェール＝ロシュロー広場（Place Denfert-Rochereau）
  - 14区内のほぼ中央に位置する。中央には「ベルフォールのライオン」の複製が置かれている。カタコンブ・ド・パリが背後にある。
- ヴィクトル＝エ＝エレーヌ＝バッシュ広場（ヴィクトーレ＝エレーヌ＝バシュ広場, Place Victor-et-Hélène-Basch）
  - 区内南側中央に位置する。

## 著名な出身者

### 政治
- クララ・ゲマール（フランス語版）（ENA出身の高級官僚、実業家。元対フランス投資庁（フランス語版）長官、GEインターナショナル副社長 (2009年-) 、エルヴェ・ゲマールの妻）

### 財界
- ティエリー・ブルトン（実業家、政治家。アトス会長、ORANGE会長、元経済・財務・産業大臣(2005-07年)）

### 学者
- クリスティーヌ・デルフィ（社会学者、フェミニズム活動家） - 出生

### 芸能
- ダニー・サヴァル（フランス語版）（女優）
- フランソワーズ・アルディ（歌手） - 出生。育ちはパリ9区界隈
- ルノー（歌手、シンガーソングライター、俳優） - 出生
- コリューシュ（俳優、喜劇俳優）
- アブダル・マリック（コンゴ系のラッパー、作家）

## 著名な居住者

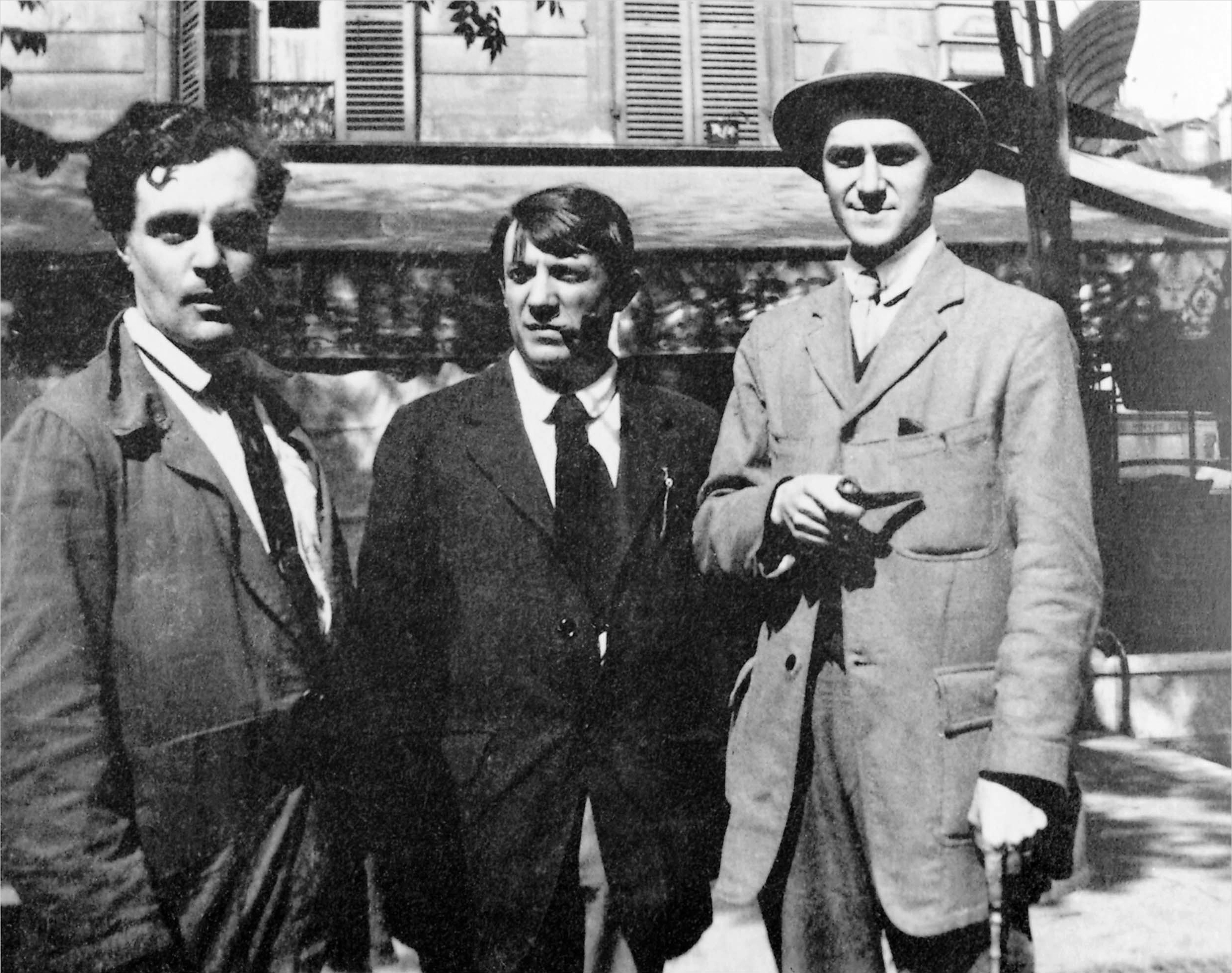
1916年、ブラッスリー「ラ・ロトンド」前（行政上はモンパルナス大通り6区側）の、モディリアーニ、ピカソ、アンドレ・サルモン。ジャン・コクトー撮影

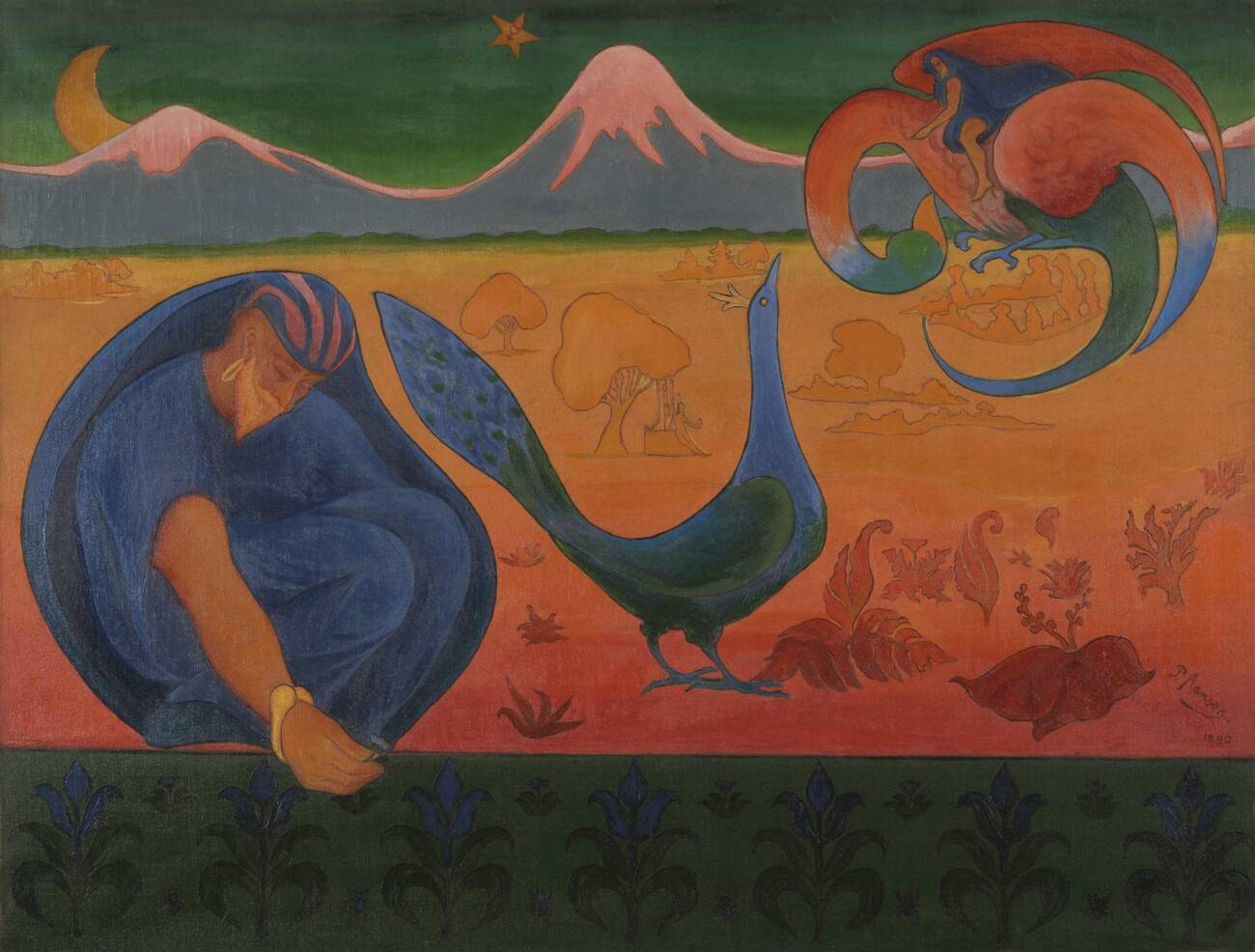
Nabis Landscape 1890年 ポール・ランソン作。ランソンはポスト印象派, ナビ派の画家。モンパルナス大通り25番地(厳密には通り6区側)に居住

### 政治
- フィリップ・ベルテロ（フランス語版）（高級官僚、外交官） - モンパルナス大通り126番地に居住。ロカルノ条約、ケロッグ・ブリアン協定の交渉実務者。のち外務次官
- レオン・ブルム（フランス人民戦線期の首相） - モンパルナス大通り126番地やサン＝ルイ島等に居住

### 学者
- ロベール・フォーティエ（フランス語版）（歴史学者） - ラスパイユ大通り (Boulevard Raspail) 270番地に居住。高等研究実習院出身
- 河上肇 （経済学者）
  - 1914年、パリでの下宿先を探していた河上肇は、同時期のパリに下宿していた島崎藤村の世話で、グランド・オテル・ド・ポール＝ロワイヤル (ポール＝ロワイヤル大通り, Boulevard de Port-Royal 117番地) に滞在した。道路を挟んだ反対側には藤村の滞在先、同大通り86番地（5区）があり、河上肇の部屋からはその部屋の明かりが確認できたという[14][15]。

### 文化
- シャルル・マルヴィル（フランス語版、英語版）（写真家） - 19世紀半ば頃からのパリ改造前のパリを多く撮影した写真家。パリ生まれ、パリ14区内で死去。
- アンリ・ルソー （画家） - モンパルナス界隈の14区側、メーヌ大通り (Avenue du Maine) 44番地に居住
- アンリ・ブシャール（彫刻家） - モンパルナス界隈でアシスタントや創作に励んだ。晩年オートゥイユ界隈で過ごしたアトリエが当人の美術館になっている。
- ジョゼフ・ケッセル（小説家、ジャーナリスト） - "ブールヴァール・デ・マレショー"のブリュヌ大通り (Boulevard Brune) 89番地建物の6階（日本で言う7階）に居住[16]。

モンパルナス大通り (Boulevard du Montparnasse) 居住者
- アンリ・マティス（画家） - 132番地に1927年に居住
- エミール・ゾラ（作家、自然主義文学創始者） - 142番地に1865年に居住
- ロマン・ロラン（作家、ノーベル文学賞） - 1901年に離婚後、162番地に居住。

カンパーニュ・プルミエール通り (Rue Campagne-Première) 居住者
- フランソワ・ポンポン（彫刻家） - 3番地に、1877-1933年に亡くなるまで居住
- アメデオ・モディリアーニ（画家） - 3番地居住
- ルイ・アラゴンとエルザ・トリオレ（作家夫妻） - 5番地に1929-1935年の間に居住。トリオレは1929年に29番地のオテル・イストリア (l'hôtel Istria) にも居住
- ニコラ・ド・スタール（画家） - 13bis番地に、モンパルナス大通りに移る前に居住
- イヴ・クライン（画家） - 14番地に居住
- ウジェーヌ・アジェ（写真家） - 17bis-1番地に、1898年から1927年に亡くなるまで居住
- マルセル・デュシャン（画家、エコール・ド・パリ） - 29番地のオテル・イストリア (l'hôtel Istria) に居住
- モイズ・キスリング（画家、エコール・ド・パリ） - 同29番地居住
- フランシス・ピカビア（画家・美術家） - 同29番地居住。パリ2区生まれ
- アリス・プラン（歌手・モデル・画家、"Kiki de Montparnasse"） - 同29番地居住
- ライナー・マリア・リルケ（墺の詩人） - 同29番地や9番地居住。1902年にパリで最初に居住滞在したのは5区カルチェ・ラタンのソルボンヌ界隈。下記クララ・ヴェストホフは妻。
- トリスタン・ツァラ（ルーマニア出身の詩人、ダダイスム創始者）- 同29番地居住
- エリック・サティ（作曲家）- 同29番地居住
- ウラジーミル・マヤコフスキー（ジョージアの詩人）- 同29番地居住
- オットー・フォン・ベッチェン（ドイツ語版）（ドイツ貴族・男爵、画家） - 1912-1914年の間、女流画家マリー・ローランサンと結婚前後に31番地居住
- シャイム・スーティン（画家、エコール・ド・パリ） - 31番地居住
- マン・レイ（米写真家、彫刻家、画家、ダダイスム、シュールレアリスム） - 1921年、ル・アーブル経由でパリ・モンパルナスにやってきて29番地のオテル・イストリア (l'hôtel Istria) に居住。その後もNYとパリを往復。1951年にパリに戻り、31番地bisに居住。墓所はモンパルナス墓地[17]。
- セザール・バルダッチーニ（通称・セザール。現代美術家、彫刻家、セザール賞） - 同31番地bisの建物にアトリエを置いた。

ラスパイユ大通り (Boulevard Raspail) 居住者
- パウラ・モーダーゾーン＝ベッカー - 1900年から203番地居住
- クララ・ヴェストホフ（彫刻家） - 上記ライナー・マリア・リルケは夫。203番地居住
- 板東敏雄（画家、エコール・ド・パリ） - 1924年頃に207番地に居住。その後、16区パッシー界隈ニコロ通り (Rue Nicolo) 13番地に1940年から亡くなる1973年頃まで居住。徳島県出身
- ヘレナ・ルビンスタイン（実業家、ビューティーサロン） - 216番地に、アーティスト用の複数のアトリエから映画館までの「ステュディオ・ラスパイユ」建造し、同建物にも居住。また、同建物の番地は、アメデオ・モディリアーニがかつて居住した場所
- フランシス・トゥルビル（フランス語版）（建築家、デコレーター、デザイナー） アトリエ事務所が5区ソメラール通り (rue Du Sommerard )21番地に移転前、ラスパイユ大通り230番地にあった。
- パブロ・ピカソ（画家） - 1912年に242番地に居住

その他、著名な日本の文化人など
- 佐伯祐三 （画家）
  - 1927年10月から翌年4月末にかけて、モンパルナス大通り（Boulevard Montparnasse）162番地のアトリエに住んだ。パリの街角に立ち、精力的に創作活動を続けていたが、1928年3月、雨中での製作で体調を崩した。4月末、同じ区内のヴァンヴ通り（Rue de Vanves、現在のレイモン＝ロスラン通り（Rue Raymond-Losserand））5番地に引っ越したが結核が悪化。精神状態も悪くなって入院し、8月16日、30歳の若さで死去した[18][19]。
- 高村光太郎 （彫刻家、評論家、詩人）
  - 1908年6月11日、パリに到着。畑正吉の下宿に身を寄せたのち、カンパーニュ＝プルミエール通り（Rue Campagne-Première）17番地のアトリエに住んだ。アトリエでは、主に泥による胸像の製作に取り組んでいる。翌年帰国[20]。
- 林芙美子 （小説家）
  - 林芙美子の滞在場所は3ヶ所あるが、いずれもダンフェール＝ロシュロー広場の近くである。1931年11月23日から翌年1月23日まではブーラール通り（Rue Boulard）10番地のオテル・デュ・リオン・ベルフォール （Hôtel du Lion Belfort）に宿泊し、ロンドンでの滞在を経た後、2月22日から4月5日まではダンフェール＝ロシュロー広場28番地のオテル・フロリドル（Hôtel Floridor）の5階に宿を取り、翌日から5月12日まではダゲール通り（Rue Daguerre）22番地のアパルトマン（現在のオテル・ル・リオンソー（Hôtel le Lionceau））の2階で生活し、5月12日の夜、日本へ発った[21]。
- 藤田嗣治 （画家、彫刻家）
  - 1917年まで、カンパーニュ＝プルミエール通り9番地に居住し、同23番地にアトリエがあり、1917年から1924年まで、藤田嗣治が画家としての名声を確立した時期に住んでいたのが、ドランブル通り（Rue Delambre）5番地のアパートである。2度目の妻であるフェルナンド・バレーと共に過ごした場所でもあった[22]。フランスで最も知られる日本人の一人。
- 横光利一 （小説家、俳人）
  - 『東京日日新聞』、『大阪毎日新聞』の特派員として1936年ベルリンオリンピックの取材に向かう途中、1936年3月28日から7月23日までラスパイユ大通り（Boulevard Raspail）259番地のセレクト・ラスパイユ・オテル（Select Raspail Hotel）に滞在した[23]。

## ゆかりの人物

### 芸能
- ピエール・バルー（音楽家、俳優） - 14区内で死去。